# Liste der Baudenkmale in Menslage
In der Liste der Baudenkmale in Menslage sind alle Baudenkmale der niedersächsischen Gemeinde Menslage mit den Ortschaften Menslage sowie Andorf mit Wierup, Borg, Bottorf, Hahlen, Hahnenmoor, Menslage-Herbergen, Klein Mimmelage, Renslage und Schandorf aufgelistet. Die Quelle der Baudenkmale ist der Denkmalatlas Niedersachsen. Der Stand der Liste ist der 11. Dezember 2024.
Der Denkmalatlas ist in diesem Bereich noch nicht vollständig und wird in Zukunft weiter ausgebaut.

## Allgemein
In den Spalten befinden sich folgende Informationen:
- Lage: die Adresse des Baudenkmales und die geographischen Koordinaten. Kartenansicht, um Koordinaten zu setzen. In der Kartenansicht sind Baudenkmale ohne Koordinaten mit einem roten Marker dargestellt und können in der Karte gesetzt werden. Baudenkmale ohne Bild sind mit einem blauen Marker gekennzeichnet, Baudenkmale mit Bild mit einem grünen Marker.
- Bezeichnung: Bezeichnung des Baudenkmales
- Beschreibung: die Beschreibung des Baudenkmales. Unter § 3 Abs. 2 NDSchG werden Einzeldenkmale und unter § 3 Abs. 3 NDSchG Gruppen baulicher Anlagen und deren Bestandteile ausgewiesen.
- ID: die Objekt-ID des Baudenkmales
- Bild: ein Bild des Baudenkmales, ggf. zusätzlich mit einem Link zu weiteren Fotos des Baudenkmals im Medienarchiv Wikimedia Commons. Wenn man auf das Kamerasymbol klickt, können Fotos zu Baudenkmalen aus dieser Liste hochgeladen werden:

## Menslage-Herbergen

### Gruppe: Ensemble Kirchplatz
Die Gruppe „Ensemble Kirchplatz“ umfasst neben der Kirche die die Kirche umgebende Kirchhöfersiedlung. Die Gruppe hat die ID 45663182.

| Lage                                       | Bezeichnung             | Beschreibung | ID       | Bild           |
| ------------------------------------------ | ----------------------- | --- | -------- | -------------- |
| Kirchwinkel 1 52° 40′ 35″ N, 7° 49′ 2″ O   | Speicher                | Der zweigeschossige Fachwerkspeicher steht unter einem Satteldach. | 44871679 | BW             |
| Kirchwinkel 2 52° 40′ 34″ N, 7° 49′ 1″ O   | Schule                  | Das eingeschossige Schulgebäude wurde Mitte des 18. Jahrhunderts unter einem Satteldach errichtet. Der Südgiebel ist aus dem 19. Jahrhundert. Das Gebäude ist zu Wohnzwecken umgebaut.                                                    | 45665820 | BW             |
| Kirchwinkel 3 52° 40′ 34″ N, 7° 49′ 0″ O   | Wohnhaus                | Das eingeschossige Fachwerkgebäude wurde Mitte des 19. Jahrhunderts als Haus des Küsters oder Organisten unter einem Halbwalmdach errichtet.                                                                                              | 45665870 | BW             |
| Kirchwinkel 4 52° 40′ 33″ N, 7° 49′ 0″ O   | Wohnhaus                | Das eingeschossige Fachwerkgebäude wurde Mitte des 19. Jahrhunderts als Haus des Küsters oder Organisten unter einem Halbwalmdach errichtet.                                                                                              | 45665897 | BW             |
| Hauptstraße 9 52° 40′ 32″ N, 7° 49′ 5″ O   | Wohnhaus                | Das eingeschossige Fachwerkgebäude wurde 1834 auf einem Sandsteinsockel und unter einem Halbwalmdach errichtet. | 45663152 | BW             |
| Hauptstraße 11 52° 40′ 32″ N, 7° 49′ 3″ O  | Wohnhaus                | Das 1726 als Pastorenhaus errichtete Vierständer-Hallenhaus wurde 1960 nach der Zerstörung wieder aufgebaut. Der Wirtschaftsgiebel kragt zweifach vor. Zur Anlage gehören noch eine Scheune mit Querdurchfahrt von 1880 und ein Backhaus. | 45663201 | BW             |
| Hauptstraße 11a 52° 40′ 33″ N, 7° 49′ 1″ O | Kirche                  | Die evangelische Kirche St. Marien ist eine frühgotische Saalkirche. Der Westturm wurde 1576 errichtet. 1945 war sie abgebrannt und 1949 bis 1950 neu aufgebaut und erweitert worden.                                                     | 44872345 | Weitere Bilder |
| Hauptstraße 13 52° 40′ 34″ N, 7° 49′ 4″ O  | Wohn- und Geschäftshaus | Das zweigeschossige Gebäude steht unter einem Satteldach. | 45665113 | BW             |
| Hauptstraße 15 52° 40′ 34″ N, 7° 49′ 3″ O  | Wohn- und Geschäftshaus | Das zweigeschossige Gebäude steht unter einem Satteldach. | 45665161 | BW             |
| Hauptstraße 17 52° 40′ 34″ N, 7° 49′ 3″ O  | Wohnhaus                | Das zweigeschossige Gebäude steht unter einem Satteldach. | 45665194 | BW             |
| Hauptstraße 19 52° 40′ 35″ N, 7° 49′ 3″ O  | Speicher                | Der zweigeschossige Fachwerkspeicher wurde 1771 auf einem Bruchsteinsockel und unter einem Satteldach errichtet. | 45665244 | BW             |
| Hauptstraße 21 52° 40′ 35″ N, 7° 49′ 2″ O  | Wohnhaus                | Das einem Vierständer-Hallenhaus ähnliche Fachwerkgebäude wurde 1800 für den Hof Kohlbrügge errichtet. Das Gebäude wurde nach dem Zweiten Weltkrieg erneuert.                                                                             | 45665318 | BW             |
| Hauptstraße 23 52° 40′ 36″ N, 7° 49′ 1″ O  | Wohnhaus                | Das eingeschossige Fachwerkgebäude steht unter einem Halbwalmdach. | 45665366 | BW             |

### Gruppe: Hof Haverkamp (ehemals Bodemann)
Die Gruppe „Hof Haverkamp (ehemals Bodemann)“ umfasst eine dreiseitige Hofanlage mit altem Baumbestand. Die Gruppe hat die ID 45645954.

| Lage                                              | Bezeichnung              | Beschreibung | ID       | Bild |
| ------------------------------------------------- | ------------------------ | --- | -------- | ---- |
| Herberger Feldstraße 4 52° 41′ 6″ N, 7° 48′ 56″ O | Wohn-/Wirtschaftsgebäude | Das Zweiständer-Hallenhaus wurde 1819 unter einem Satteldach errichtet. Der Wirtschaftsgiebel kragt dreifach vor. | 45645972 | BW   |
| Herberger Feldstraße 4 52° 41′ 6″ N, 7° 48′ 57″ O | Scheune                  | Die Fachwerkscheune mit zwei Querdurchfahrten steht unter einem Satteldach.                                       | 45646009 | BW   |
| Herberger Feldstraße 4 52° 41′ 5″ N, 7° 48′ 56″ O | Nebengebäude             | Der Fachwerkschuppen steht unter einem Satteldach                                                                 | 45646032 | BW   |

### Gruppe: Hof Meyer zu Menslage
Die Gruppe „Hof Meyer zu Menslage“ umfasst eine Hofanlage mit Garten, altem Baumbestand und Laube. Die Gruppe hat die ID 45667232.

| Lage                                    | Bezeichnung              | Beschreibung | ID       | Bild |
| --------------------------------------- | ------------------------ | --- | -------- | ---- |
| Meyer-Hof 1 52° 40′ 39″ N, 7° 49′ 10″ O | Wohn-/Wirtschaftsgebäude | Das Hallenhaus wurde 1892 unter einem Satteldach errichtet. | 45667317 | BW   |
| Meyer-Hof 1 52° 40′ 38″ N, 7° 49′ 10″ O | Scheune                  | Die Fachwerkscheune mit zwei Querdurchfahrten wurde 1836 unter einem Satteldach errichtet. Beide Giebel kragen dreifach vor.                                                                              | 45667357 | BW   |
| Meyer-Hof 1 52° 40′ 39″ N, 7° 49′ 11″ O | Scheune                  | Die Fachwerkscheune wurde ursprünglich 1752 mit einer Längsdurchfahrt unter einem Satteldach errichtet. 1831 Querdurchfahrt zugefügt und Längsdurchfahrt zugemauert. Der Vordergiebel kragt dreifach vor. | 45667384 | BW   |
| Meyer-Hof 2 52° 40′ 39″ N, 7° 49′ 18″ O | Wohnhaus                 | Das zweigeschossige massive Altenteilerhaus wurde 1971 errichtet. | 45667458 | BW   |
| Meyer-Hof 1 52° 40′ 39″ N, 7° 49′ 11″ O | Nebengebäude             | Der massive Verbindungsflügel aus Backstein steht unter einem Satteldach. | 45667406 | BW   |
| Meyer-Hof 1 52° 40′ 39″ N, 7° 49′ 12″ O | Wagenschauer             | Der Wagenschauer aus Fachwerk steht unter einem Pultdach. | 45667430 | BW   |
| Meyer-Hof 1 52° 40′ 40″ N, 7° 49′ 10″ O | Garten                   | Der typische Bauerngarten des Artlandes zeigt einen Baumbestand aus dem 17. und 18. Jahrhundert sowie eine Taxuslaube.                                                                                    | 45758574 | BW   |

### Gruppe: Wohnhaus mit Werkstatt und Holzlagerschuppen
Die Gruppe „Wohnhaus mit Werkstatt und Holzlagerschuppen“ umfasst eine Wohnanlage eines Tischlers aus dem 19. Jahrhundert. Die Gruppe hat die ID 45687352.

| Lage                                               | Bezeichnung  | Beschreibung | ID       | Bild |
| -------------------------------------------------- | ------------ | --- | -------- | ---- |
| Quakenbrücker Straße 5 52° 40′ 28″ N, 7° 49′ 13″ O | Wohnhaus     | Das eingeschossige Wohngebäude, ein früheres Querdielenhaus aus dem 19. Jahrhundert, steht unter einem Satteldach.                           | 45667555 | BW   |
| Quakenbrücker Straße 5 52° 40′ 28″ N, 7° 49′ 13″ O | Werkstatt    | Das als Tischlerwerkstatt genutzte eingeschossige Fachwerkgebäude steht unter einem Satteldach. Die historischen Geräte sind noch vorhanden. | 45687372 | BW   |
| Quakenbrücker Straße 5 52° 40′ 29″ N, 7° 49′ 13″ O | Nebengebäude | Der Holzlagerschuppen ist in Fachwerkbauweise errichtet worden und steht unter einem Satteldach.                                             | 45687390 | BW   |

### Einzeldenkmale
| Lage                                           | Bezeichnung              | Beschreibung | ID       | Bild |
| ---------------------------------------------- | ------------------------ | --- | -------- | ---- |
| Hauptstraße 3 52° 40′ 31″ N, 7° 49′ 7″ O       | Wohnhaus                 | Das eingeschossige Querdielenhaus aus Backstein steht auf einem Sandsteinsockel und unter einem Halbwalmdach. Dahinter steht ein eingeschossiger Fachwerkschuppen in einem Garten mit altem Baumbestand.                                                              | 45646069 | BW   |
| Hauptstraße 36 52° 40′ 42″ N, 7° 48′ 58″ O     | Wohnhaus                 | Das als Doppelheuerhaus für den Hof Meyer zu Menslage errichtete Zweiständer-Hallenhaus wurde 1786 unter einem Satteldach errichtet. Beide Giebel kragen zweifach vor.                                                                                                | 45665406 | BW   |
| Hohe Eschstraße 7 52° 40′ 52″ N, 7° 48′ 12″ O  | Wohn-/Wirtschaftsgebäude | Das 1896 für den Hof Westendorf errichtete Fachwerkgebäude zeigt eine Längsdurchfahrt und eine Querdiele unter einem Satteldach mit einem Stallanbau für Schweine und einem zwischenzeitlich wieder entfernten Göpelanbau.                                            | 45665741 | BW   |
| Löninger Straße 1 52° 40′ 51″ N, 7° 48′ 52″ O  | Wohn-/Wirtschaftsgebäude | Das herrenhausähnliche zweigeschossige Gebäude mit Mittelrisalit wurde 1860 als Wohnteil unter einem Walmdach an den Wirtschaftsteil, der im Zweiten Weltkrieg zerstört wurde, auf dem Hof Schlingmann, später Eickhorst, angebaut.                                   | 45666901 | BW   |
| Löninger Straße 1 52° 40′ 52″ N, 7° 48′ 53″ O  | Scheune                  | Die aus der Mitte des oder dem ausgehenden 18. Jahrhundert stammende Fachwerkscheune mit Querdurchfahrt und früherer Längsdurchfahrt auf dem Hof Schlingmann, später Eickhorst, steht unter einem Satteldach. Die Giebel kragen einmal dreifach, einmal zweifach vor. | 45666965 | BW   |
| Löninger Straße 14 52° 41′ 13″ N, 7° 48′ 16″ O | Wohn-/Wirtschaftsgebäude | Das Zweiständer-Hallenhaus wurde 1849 unter einem Satteldach auf dem Hof Lackmann errichtet. Der Wirtschaftsgiebel kragt zweifach vor. | 45667202 | BW   |
| Winkumer Straße 2 52° 40′ 52″ N, 7° 48′ 38″ O  | Wohn-/Wirtschaftsgebäude | Das Zweiständer-Hallenhaus wurde 1830 unter einem Satteldach auf dem Hof Haverkamp, vormals Oing, errichtet. Der Wirtschaftsgiebel kragt dreifach, der Wohngiebel zweifach vor.                                                                                       | 45667658 | BW   |
| Zur List 1 52° 40′ 40″ N, 7° 48′ 33″ O         | Wohn-/Wirtschaftsgebäude | Das Zweiständer-Hallenhaus wurde im Kerngerüst 1603 unter einem Satteldach auf dem Hof Wellinghorst errichtet. 1951 erfolgte ein Ersatz des Wirtschaftsgiebels durch Backstein.                                                                                       | 45671350 | BW   |

### Ehemalige Denkmale
| Lage                                                | Bezeichnung              | Beschreibung | ID       | Bild |
| --------------------------------------------------- | ------------------------ | --- | -------- | ---- |
| Hasestraße 3 52° 40′ 28″ N, 7° 49′ 8″ O             | Wohnhaus                 | Das anderthalbgeschossige Gebäude aus Backstein mit Drempel und auf einem Backsteinsockel wurde um 1910 unter einem Halbwalmdach errichtet. Wegen der Veränderungen wurde das Gebäude 1986 nicht mehr im Denkmalverzeichnis geführt. Das Gebäude ist mittlerweile beseitigt.           | 46284085 | BW   |
| Hasestraße 6 52° 40′ 27″ N, 7° 49′ 7″ O             | Wohnhaus                 | Das eingeschossige Gebäude aus Backstein mit einem großen Garten wurde zwischen 1910 und 1912 unter einem Satteldach errichtet. Wegen der Veränderungen wurde das Gebäude 1986 nicht mehr im Denkmalverzeichnis geführt.                                                               | 46284365 | BW   |
| Hasestraße 8 52° 40′ 26″ N, 7° 49′ 7″ O             | Wohnhaus                 | Das anderthalbgeschossige Gebäude aus Backstein mit Drempel und Zwerchhaus wurde zwischen 1910 und 1920 unter einem Satteldach errichtet. Wegen der Veränderungen wurde das Gebäude 1986 nicht mehr im Denkmalverzeichnis geführt.                                                     | 45665482 | BW   |
| Hasestraße 12 52° 40′ 25″ N, 7° 49′ 6″ O            | Wohnhaus                 | Das eingeschossige Gebäude aus Backstein auf einem Backsteinsockel wurde zwischen 1910 und 1920 unter einem Satteldach errichtet. Wegen der Veränderungen wurde das Gebäude 1986 nicht mehr im Denkmalverzeichnis geführt.                                                             | 45665525 | BW   |
| Hasestraße 13 52° 40′ 24″ N, 7° 49′ 8″ O            | Wohnhaus                 | Das eingeschossige Gebäude aus Backstein mit rechtwinklig dazu stehendem Gebäuderiegel wurde um 1900 unter einem Halbwalmdach errichtet. Wegen der Veränderungen wurde das Gebäude 1986 nicht mehr im Denkmalverzeichnis geführt.                                                      | 46284394 | BW   |
| Hasestraße 14 52° 40′ 24″ N, 7° 49′ 6″ O            | Wohnhaus                 | Das eingeschossige Gebäude aus Backstein mit Garten wurde um 1910 unter einem Satteldach errichtet. Wegen der Veränderungen wurde das Gebäude 1986 nicht mehr im Denkmalverzeichnis geführt.                                                                                           | 45665589 | BW   |
| Hasestraße 20 52° 40′ 22″ N, 7° 49′ 6″ O            | Wohnhaus                 | Das eingeschossige Gebäude aus Backstein auf einem Bruchsteinsockel wurde um 1910 unter einem Halbwalmdach errichtet. Wegen der Veränderungen wurde das Gebäude 1986 nicht mehr im Denkmalverzeichnis geführt.                                                                         | 45665666 | BW   |
| Hohe Eschstraße 1 52° 40′ 50″ N, 7° 48′ 37″ O       | Wohn-/Wirtschaftsgebäude | 1861 wurde das Zweiständer-Hallenhaus auf dem Hof Renke unter einem Satteldach errichtet. Wegen der Veränderungen wurde das Gebäude 1982 nicht mehr im Denkmalverzeichnis geführt. | 46287391 | BW   |
| Quakenbrücker Straße 2 52° 40′ 29″ N, 7° 49′ 10″ O  | Wohn- und Geschäftshaus  | Das zweigeschossige massive Gebäude unter einem Walmdach wurde um 1920 errichtet. Wegen der Veränderungen wurde das Gebäude 1982 nicht mehr im Denkmalverzeichnis geführt. | 46285027 | BW   |
| Quakenbrücker Straße 3 52° 40′ 29″ N, 7° 49′ 12″ O  | Wohnhaus                 | Das eingeschossige Dreiständer-Hallenhaus unter einem Satteldach wurde vermutlich im 19. Jahrhundert errichtet. Wegen der Veränderungen wurde das Gebäude 2011 nicht mehr im Denkmalverzeichnis geführt.                                                                               | 39618036 | BW   |
| Quakenbrücker Straße 4 52° 40′ 28″ N, 7° 49′ 11″ O  | Wohnhaus                 | Das eingeschossige Fachwerkgebäude wurde im 19. Jahrhundert unter einem Satteldach mit Zwerchhaus unter einem Walmdach errichtet. Wegen der Veränderungen wurde das Gebäude 1982 nicht mehr im Denkmalverzeichnis geführt.                                                             | 45671278 | BW   |
| Quakenbrücker Straße 9 52° 40′ 28″ N, 7° 49′ 16″ O  | Wohnhaus                 | Das um 1900 errichtete eingeschossige Gebäude aus Backstein steht auf einem Betonsockel und unter einem Satteldach. Wegen der Veränderungen wurde das Gebäude 1982 nicht mehr im Denkmalverzeichnis geführt.                                                                           | 45667604 | BW   |
| Quakenbrücker Straße 11 52° 40′ 28″ N, 7° 49′ 18″ O | Wohnhaus                 | Das eingeschossige massive Gebäude unter einem Krüppelwalmdach wurde um 1900 errichtet. Wegen der Veränderungen wurde das Gebäude 1986 nicht mehr im Denkmalverzeichnis geführt. | 46284587 | BW   |
| Quakenbrücker Straße 17 52° 40′ 27″ N, 7° 49′ 21″ O | Wohnhaus                 | Das zwischen 1910 und 1920 errichtete eingeschossige Backsteingebäude mit einem Drempel wurde auf einem Bruchsteinsockel und unter einem Satteldach errichtet. Wegen der Veränderungen wurde das Gebäude 1982 nicht mehr im Denkmalverzeichnis geführt.                                | 46285237 | BW   |
| Herberger Feldstraße 52° 41′ 5″ N, 7° 49′ 2″ O      | Hofanlage                | Die Hofanlage Knobbe bestand aus einem Zweiständer-Hallenhaus als Wohn-/Wirtschaftsgebäude (1768), zwei Fachwerkscheunen (davon eine von 1814), einem Stall und einem alten Baumbestand. Die Hofanlage wurde insgesamt beseitigt und ab 2017 nicht mehr im Denkmalverzeichnis geführt. | 45662939 | BW   |

## Andorf-Wierup

### Gruppe: Hof Quekemeyer
Die Gruppe „Hof Quekemeyer“ umfasst eine dreiseitige Hofanlage aus dem 19. Jahrhundert. Die Gruppe hat die ID 45722800. 

| Lage                                           | Bezeichnung              | Beschreibung | ID       | Bild |
| ---------------------------------------------- | ------------------------ | --- | -------- | ---- |
| Nortruper Straße 5 52° 39′ 50″ N, 7° 49′ 39″ O | Wohn-/Wirtschaftsgebäude | 1821 wurde das Zweiständer-Hallenhaus unter einem Satteldach errichtet. Der Wirtschaftsgiebel kragt zweifach, der Wohngiebel einfach vor. | 45662085 | BW   |
| Nortruper Straße 5 52° 39′ 50″ N, 7° 49′ 38″ O | Scheune                  | Die Fachwerkscheune mit zwei Querdurchfahrten und einer Quereinfahrt steht unter einem Satteldach.                                        | 45722820 | BW   |
| Nortruper Straße 5 52° 39′ 50″ N, 7° 49′ 40″ O | Stall                    | Der Fachwerkstall mit Zwerchgiebel steht unter einem Satteldach.                                                                          | 45722925 | BW   |
| Nortruper Straße 5 52° 39′ 51″ N, 7° 49′ 38″ O | Stall                    | Der massive Stall steht unter einem Satteldach.                                                                                           | 45722974 | BW   |

### Gruppe: Hof Frese
Die Gruppe „Hof Frese“ umfasst ist eine kleine Hofanlage aus dem 19. Jahrhundert. Die Gruppe hat die ID 45661647. 

| Lage                                       | Bezeichnung              | Beschreibung | ID       | Bild |
| ------------------------------------------ | ------------------------ | --- | -------- | ---- |
| Berger Straße 7 52° 39′ 45″ N, 7° 49′ 9″ O | Wohn-/Wirtschaftsgebäude | Das Zweiständer-Hallenhaus wurde im 19. Jahrhundert unter einem Satteldach errichtet. Um 1900 erfolgte ein Anbau. Der Wirtschaftsgiebel kragt zweifach, der Wohngiebel einfach vor. | 45661666 | BW   |
| Berger Straße 7 52° 39′ 45″ N, 7° 49′ 7″ O | Scheune                  | Die Fachwerkscheune wurde 1839 oder 1883 mit einer Querdurchfahrt unter einem Satteldach errichtet.                                                                                 | 45661689 | BW   |
| Berger Straße 7 52° 39′ 45″ N, 7° 49′ 8″ O | Stall                    | Der eingeschossige Stall wurde 1986 durch ein massives Gebäude ersetzt. | 45661710 | BW   |

### Gruppe: Hof Eickhorst
Die Gruppe „Hof Eickhorst“ umfasst eine Hofanlage aus dem 18. und 19. Jahrhundert. Die Gruppe hat die ID 45663601.

| Lage                                    | Bezeichnung              | Beschreibung | ID       | Bild |
| --------------------------------------- | ------------------------ | --- | -------- | ---- |
| Merschdamm 2 52° 40′ 1″ N, 7° 51′ 6″ O  | Wohn-/Wirtschaftsgebäude | 1896 wurde das Zweiständer-Hallenhaus von 1757 in ein Vierständer-Hallenhaus umgebaut. Der Wirtschaftsgiebel kragt vierfach, der Wohngiebel zweifach vor. | 45663074 | BW   |
| Merschdamm 2 52° 40′ 2″ N, 7° 51′ 7″ O  | Scheune                  | 1859 wurde die Fachwerkscheune mit einer Quereinfahrt und einer Querdurchfahrt unter einem Satteldach errichtet.                                          | 45663094 | BW   |
| Merschdamm 2 52° 40′ 1″ N, 7° 51′ 7″ O  | Stall                    | Der Fachwerkstall wurde mehrfach umgebaut. | 45663134 | BW   |
| Merschdamm 2 52° 39′ 59″ N, 7° 51′ 6″ O | Nebengebäude             | Der Fachwerkschuppen steht unter einem Pultdach. | 45663234 | BW   |
| Merschdamm 2 52° 40′ 1″ N, 7° 51′ 6″ O  | Wagenschauer/Remise      | Der Wagenschauer ist als Fachwerkgebäude ausgeführt. | 45663115 | BW   |

### Gruppe: Hof Wenge
Die Gruppe „Hof Wenge“ umfasst eine mehrseitige Hofanlage aus dem 18. und 19. Jahrhundert mit einer gepflasterten Zufahrt und einem alten Baumbestand. Die Gruppe hat die ID 45665564.

| Lage                                        | Bezeichnung              | Beschreibung | ID       | Bild |
| ------------------------------------------- | ------------------------ | --- | -------- | ---- |
| Wieruper Weg 5 52° 39′ 50″ N, 7° 50′ 20″ O  | Wohn-/Wirtschaftsgebäude | 1748 wurde das Zweiständer-Hallenhaus unter einem Satteldach errichtet. Wohn- und Wirtschaftsgiebel kragen jeweils dreifach vor.     | 45665621 | BW   |
| Wieruper Weg 5a 52° 39′ 50″ N, 7° 50′ 23″ O | Scheune                  | 1821 wurde die Fachwerkscheune mit zwei Querdurchfahrten unter einem Satteldach errichtet. Beide Giebel kragen jeweils dreifach vor. | 45666726 | BW   |
| Wieruper Weg 5 52° 39′ 50″ N, 7° 50′ 21″ O  | Stall                    | Der Fachwerkstall steht unter einem Pultdach.                                                                                        | 45666831 | BW   |
| Wieruper Weg 5 52° 39′ 50″ N, 7° 50′ 21″ O  | Stall                    | Der Fachwerkstall steht unter einem Pultdach.                                                                                        | 45666831 | BW   |
| Wieruper Weg 5 52° 39′ 50″ N, 7° 50′ 22″ O  | Wagenschauer/Remise      | Das Fachwerkgebäude mit vier Quereinfahrten und einem Zwerchgiebel steht unter einem Satteldach.                                     | 45666770 | BW   |
| Wieruper Weg 5 52° 39′ 51″ N, 7° 50′ 23″ O  | Wagenschauer/Remise      | Das Fachwerkgebäude steht unter einem Pultdach.                                                                                      | 45666801 | BW   |
| Wieruper Weg 5 52° 39′ 51″ N, 7° 50′ 22″ O  | Nebengebäude             | Das Fachwerkgebäude steht unter einem Pultdach.                                                                                      | 45666861 | BW   |
| Wieruper Weg 5 52° 39′ 51″ N, 7° 50′ 21″ O  | Nebengebäude             | Das Fachwerkgebäude steht unter einem Pultdach.                                                                                      | 45666861 | BW   |
| Wieruper Weg 5 52° 39′ 51″ N, 7° 50′ 22″ O  | Backhaus                 | Das eingeschossige Fachwerkgebäude von 1793 steht unter einem Satteldach. Der Backofen ist erhalten.                                 | 45666684 | BW   |

### Einzeldenkmale
| Lage                                           | Bezeichnung              | Beschreibung | ID       | Bild |
| ---------------------------------------------- | ------------------------ | --- | -------- | ---- |
| Am Kamp 5 52° 39′ 37″ N, 7° 49′ 11″ O          | Wohn-/Wirtschaftsgebäude | Das Zweiständer-Hallenhaus unter einem Satteldach wurde im 18. Jahrhundert als Heuerhaus für den Hof Tecker errichtet und im 19. Jahrhundert verändert.                        | 45640033 | BW   |
| Auf der Heide 2 52° 40′ 11″ N, 7° 48′ 47″ O    | Wohn-/Wirtschaftsgebäude | Das Zweiständer-Hallenhaus unter einem Satteldach wurde 1826 als Heuerhaus errichtet.                                                                                          | 45640272 | BW   |
| Auf der Heide 3 52° 40′ 3″ N, 7° 48′ 34″ O     | Wohn-/Wirtschaftsgebäude | Das Zweiständer-Hallenhaus unter einem Satteldach mit Reetdeckung wurde 1791 auf dem Hof Beklampe errichtet. Der Wirtschaftsgiebel kragt dreifach, der Wohngiebel einfach vor. | 45661428 | BW   |
| Berger Straße 2 52° 40′ 3″ N, 7° 48′ 34″ O     | Wohn-/Wirtschaftsgebäude | Das hallenhausähnliche Fachwerkgebäude unter einem Halbwalmdach wurde 1862 als Heuerhaus für den Hof Lürding errichtet.                                                        | 45640508 | BW   |
| Bomes Weg 1 52° 39′ 53″ N, 7° 49′ 40″ O        | Wohn-/Wirtschaftsgebäude | Das Zweiständer-Hallenhaus wurde 1760 unter einem Satteldach auf dem Hof Tecker errichtet. Wohn- und Wirtschaftsgiebel kragen jeweils dreifach vor.                            | 45642081 | BW   |
| Bomes Weg 4 52° 40′ 8″ N, 7° 50′ 1″ O          | Wohn-/Wirtschaftsgebäude | Das Zweiständer-Hallenhaus wurde 1845 unter einem Satteldach auf dem Hof Bodemann errichtet und 1919 umgebaut.                                                                 | 45662918 | BW   |
| Kaulkestraße 1 52° 39′ 41″ N, 7° 49′ 21″ O     | Wohn-/Wirtschaftsgebäude | Das Zweiständer-Hallenhaus wurde 1660 unter einem Satteldach auf dem Hof Berding errichtet. 1902 wurde der rechtwinklig gestelltes Wohnteil ersetzt.                           | 45662017 | BW   |
| Nortruper Straße 1 52° 40′ 8″ N, 7° 49′ 10″ O  | Wohn-/Wirtschaftsgebäude | Das massive Gebäude aus Backstein wurde um 1900 unter einem Satteldach auf dem Hof Brunke errichtet.                                                                           | 45641183 | BW   |
| Nortruper Straße 6 52° 39′ 46″ N, 7° 49′ 39″ O | Wohn-/Wirtschaftsgebäude | Das Zweiständer-Hallenhaus wurde um 1700 als Heuerhaus für den Hof Devermann errichtet. Der Wirtschaftsgiebel steht unter einem Sattel-, der Wohngiebel unter einem Walmdach.  | 45641349 | BW   |
| Nortruper Straße 7 52° 39′ 46″ N, 7° 49′ 44″ O | Wohn-/Wirtschaftsgebäude | 1818 wurde das Zweiständer-Hallenhaus als Heuerhaus für den Hof Kienhaus unter einem Satteldach errichtet. Der Wirtschaftsgiebel kragt dreifach vor.                           | 45656864 | BW   |
| Wieruper Weg 2 52° 39′ 32″ N, 7° 50′ 18″ O     | Wohn-/Wirtschaftsgebäude | 1769 wurde das Zweiständer-Hallenhaus für den Hof Bulthoff unter einem Satteldach errichtet. Der Wirtschaftsgiebel kragt dreifach, der Wohngiebel einfach vor.                 | 45655217 | BW   |
| Wieruper Weg 6 52° 39′ 55″ N, 7° 50′ 36″ O     | Wohn-/Wirtschaftsgebäude | 1798 wurde das Zweiständer-Hallenhaus für den Hof Hahling unter einem Satteldach errichtet. Wohn- und Wirtschaftsgiebel kragen jeweils dreifach vor.                           | 45655274 | BW   |

### Ehemalige Baudenkmale
| Lage                                         | Bezeichnung              | Beschreibung | ID       | Bild |
| -------------------------------------------- | ------------------------ | --- | -------- | ---- |
| Am Kamp 4 52° 39′ 35″ N, 7° 49′ 25″ O        | Hofanlage                | Die Hofanlage Kaveler besteht aus Wohn-/Wirtschaftsgebäude (1819), einer Scheune (1765), drei Ställen (davon einer von 1812), Wagenschauer und Schuppen. Wegen der Veränderungen wurde die Anlage seit 1986 nicht mehr im Denkmalverzeichnis geführt.                           | 45656518 | BW   |
| Berger Straße 8 52° 39′ 45″ N, 7° 48′ 52″ O  | Hofanlage                | Die Hofanlage besteht aus einem Wohn-/Wirtschaftsgebäude (1748), Fachwerkscheune mit zwei Quereinfahrten (1824), Stall, Wagenschauer und zwei Schuppen. Die Anlage wird wegen der Veränderungen seit 1986 nicht mehr im Denkmalverzeichnis geführt.                             | 46280421 | BW   |
| Berger Straße 16 52° 39′ 11″ N, 7° 48′ 46″ O | Wohn-/Wirtschaftsgebäude | Das hallenhausähnliche Heuerhaus aus Backstein wurde um 1900 unter einem Satteldach für den Hof Brunke errichtet. Das Gebäude wurde wegen der Veränderungen ab 1986 nicht mehr im Denkmalverzeichnis geführt.                                                                   | 46280779 | BW   |
| Bomes Weg 2 52° 39′ 56″ N, 7° 49′ 44″ O      | Wohn-/Wirtschaftsgebäude | 1819 wurde das Zweiständer-Hallenhaus für den Hof Brunke unter einem Satteldach errichtet. Der Wirtschaftsgiebel kragt dreifach, der Wohngiebel einfach vor. Wegen eines Brandes wurden große Teile des Gebäudes zerstört und ab 2002 nicht mehr im Denkmalverzeichnis geführt. | 45661877 | BW   |
| Bomes Weg 5 52° 40′ 9″ N, 7° 50′ 14″ O       | Hofanlage                | Die dreiseitige Hofanlage besteht aus einem Wohn-/Wirtschaftsgebäude (von 1738), einer Fachwerkscheune (1873), einem Stall und zwei Schuppen. Wegen der Veränderungen wurde die Anlage ab 1986 nicht mehr im Denkmalverzeichnis geführt.                                        | 46280119 | BW   |
| Bomes Weg 7 52° 39′ 58″ N, 7° 50′ 41″ O      | Backhaus                 | 1785 wurde das eingeschossige Fachwerkgebäude errichtet. Der Backofen wurde entfernt. Wegen der Veränderungen wurde das Gebäude ab 1986 nicht mehr im Denkmalverzeichnis geführt. Es ist inzwischen entfernt worden.                                                            | 45666994 | BW   |
| Im Bruche 52° 39′ 59″ N, 7° 51′ 21″ O        | Scheune                  | Die 1853 auf dem Hof Voege errichtete Fachwerkscheune mit einer Querdurchfahrt steht unter einem Satteldach. Wegen der Veränderungen wurde das Gebäude 1986 nicht mehr im Denkmalverzeichnis geführt.                                                                           | 46280717 | BW   |
| Im Bruche 52° 40′ 1″ N, 7° 51′ 24″ O         | Backhaus                 | Das eingeschossige Fachwerkgebäude wurde unter einem Satteldach für den Hof Voege errichtet. Der Backofen wurde entfernt. Wegen der Veränderungen wurde das Gebäude ab 1986 nicht mehr im Denkmalverzeichnis geführt. Es ist inzwischen entfernt worden.                        | 46280689 | BW   |
| Wieruper Weg 1 52° 39′ 56″ N, 7° 49′ 44″ O   | Wohn-/Wirtschaftsgebäude | 1898 wurde das Dreiständer-Hallenhaus für den Hof Thesfeld unter einem Satteldach errichtet. Das Gebäude wurde hierher transloziert. Wegen der Veränderungen wurde das Gebäude 1986 im Denkmalverzeichnis gestrichen.                                                           | 45665084 | BW   |

## Borg

### Gruppe: Hof Laging (ehemals Rumpenhorst)
Die Gruppe „Hof Laging (ehemals Rumpenhorst)“ umfasst eine mehrseitige Hofanlage. Die Gruppe hat die ID 45695668.

| Lage                                                    | Bezeichnung              | Beschreibung | ID       | Bild |
| ------------------------------------------------------- | ------------------------ | --- | -------- | ---- |
| Quakenbrücker Landstraße 24 52° 40′ 43″ N, 7° 53′ 36″ O | Wohn-/Wirtschaftsgebäude | Das anderthalbgeschossige Backsteingebäude mit beidseitigen Zwerchgiebel wurde im 19. Jahrhundert errichtet.                                                                | 45695729 | BW   |
| Quakenbrücker Landstraße 24 52° 40′ 43″ N, 7° 53′ 35″ O | Scheune                  | 1757 wurde die Fachwerkscheune mit einer Querdurchfahrt unter einem Satteldach errichtet. Ein Giebel kragt dreifach, der andere zweifach vor.                               | 45695792 | BW   |
| Quakenbrücker Landstraße 24 52° 40′ 43″ N, 7° 53′ 34″ O | Scheune                  | Die Fachwerkscheune wurde um 1900 mit zwei Quereinfahrten errichtet. Dem Göpelanbau fehlt die Technik.                                                                      | 45695868 | BW   |
| Quakenbrücker Landstraße 24 52° 40′ 43″ N, 7° 53′ 36″ O | Stall                    | Der Fachwerkstall mit Zwerchgiebel wurde 1794 ursprünglich als Scheune mit Querdurchfahrt errichtet.                                                                        | 45695935 | BW   |
| Quakenbrücker Landstraße 24 52° 40′ 43″ N, 7° 53′ 37″ O | Stall                    | Der Fachwerkstall wurde unter einem Satteldach errichtet. Er wurde zugunsten eines Parkplatzes ohne Genehmigung abgebrochen und 2017 aus dem Denkmalverzeichnis gestrichen. | 45696860 | BW   |
| Quakenbrücker Landstraße 24 52° 40′ 43″ N, 7° 53′ 34″ O | Wagenschauer/Remise      | Der Wagenschauer wurde unter einem Satteldach errichtet. | 45696945 | BW   |
| Quakenbrücker Landstraße 24 52° 40′ 42″ N, 7° 53′ 35″ O | Wagenschauer/Remise      | Der Wagenschauer wurde unter einem Pultdach errichtet. | 45697005 | BW   |

### Gruppe: Hof Wernke zur Borg, Am Esch 2
Die Gruppe „Hof Wernke zur Borg, Am Esch 2“ umfasst eine mehrseitige, von Gebäuden umschlossene Hofanlage. Die Gruppe hat die ID 45679488.

| Lage                                  | Bezeichnung              | Beschreibung | ID       | Bild |
| ------------------------------------- | ------------------------ | --- | -------- | ---- |
| Am Esch 2 52° 41′ 13″ N, 7° 53′ 21″ O | Wohn-/Wirtschaftsgebäude | 1803 wurde das Zweiständer-Hallenhaus unter einem Satteldach errichtet. Der Wirtschaftsgiebel kragt dreifach, der Wohngiebel zweifach vor.    | 45679569 | BW   |
| Am Esch 2 52° 41′ 12″ N, 7° 53′ 20″ O | Scheune                  | Die Fachwerkscheune wurde 1820 mit zwei Quereinfahrten unter einem Satteldach errichtet. Beide Giebel kragen dreifach vor.                    | 45679634 | BW   |
| Am Esch 2 52° 41′ 13″ N, 7° 53′ 21″ O | Stall                    | Der Stall unter einem Satteldach hatte früher zwei Quereinfahrten, die heute zugemauert sind.                                                 | 45679763 | BW   |
| Am Esch 2 52° 41′ 13″ N, 7° 53′ 20″ O | Stall                    | Der Fachwerkstall ist als Anbau unterer einem Pultdach gefertigt worden.                                                                      | 45679722 | BW   |
| Am Esch 2 52° 41′ 14″ N, 7° 53′ 19″ O | Speicher                 | Der zweigeschossige Fachwerkspeicher von 1706 wurde unter einem Satteldach errichtet. Der eine Giebel kragt zweifach, der andere einfach vor. | 45679661 | BW   |
| Am Esch 2 52° 41′ 13″ N, 7° 53′ 20″ O | Wagenschauer/Remise      | Der Wagenschauer wurde in Fachwerkbauweise unter einem Pultdach errichtet                                                                     | 45679695 | BW   |
| Am Esch 2 52° 41′ 14″ N, 7° 53′ 20″ O | Nebengebäude             | Das ein- bis anderthalbgeschossige Ziegelgebäude diente dem Trocknen von Tabak.                                                               | 45679788 | BW   |

### Gruppe: Hof Hufmann
Die Gruppe „Hof Hufmann“ umfasst eine dreiseitige Hofanlage mit Garten. Die Gruppe hat die ID 45693470.

| Lage                                      | Bezeichnung              | Beschreibung | ID       | Bild |
| ----------------------------------------- | ------------------------ | --- | -------- | ---- |
| Mühlenhorst 8 52° 41′ 24″ N, 7° 53′ 44″ O | Wohn-/Wirtschaftsgebäude | Das Zweiständer-Hallenhaus wurde 1831 unter einem Satteldach errichtet. Der Wirtschaftsgiebel kragt dreifach, der Wohngiebel zweifach vor. | 45693525 | BW   |
| Mühlenhorst 8 52° 41′ 23″ N, 7° 53′ 43″ O | Scheune                  | Die Fachwerkscheune mit einer Quereinfahrt steht unter einem Satteldach.                                                                   | 45693591 | BW   |
| Mühlenhorst 8 52° 41′ 24″ N, 7° 53′ 43″ O | Stall                    | Der Fachwerkstall unter einem Satteldach mit einem Wagenschaueranbau unter einem Pultdach.                                                 | 45693650 | BW   |
| Mühlenhorst 8 52° 41′ 25″ N, 7° 53′ 42″ O | Speicher                 | Das anderthalbgeschossige Fachwerkgebäude steht unter einem Satteldach.                                                                    | 45693680 | BW   |

### Gruppe: Hof Gerke zur Borg
Die Gruppe „Hof Gerke zur Borg“ umfasst eine dreiseitige Hofanlage mit weiteren Nebengebäuden und mit vielen Bäumen. Die Gruppe hat die ID 45698179.

| Lage                                           | Bezeichnung              | Beschreibung | ID       | Bild |
| ---------------------------------------------- | ------------------------ | --- | -------- | ---- |
| Trentlager Straße 2 52° 41′ 14″ N, 7° 53′ 7″ O | Wohn-/Wirtschaftsgebäude | Das Vierständer-Hallenhaus wurde 1883 unter einem Satteldach errichtet. Es wurden die Hölzer des Vorgängerbaus (ein Zweiständer-Hallenhaus) verwendet. | 45698172 | BW   |
| Trentlager Straße 2 52° 41′ 13″ N, 7° 53′ 8″ O | Scheune                  | Die 1885 errichtete Fachwerkscheune unter einem Satteldach hat zwei Quereinfahrten.                                                                    | 45698261 | BW   |
| Trentlager Straße 2 52° 41′ 14″ N, 7° 53′ 9″ O | Stall                    | Der Fachwerkstall steht mit einer Querdurchfahrt und zwei Quereinfahrten unter einem Satteldach.                                                       | 45698299 | BW   |
| Trentlager Straße 2 52° 41′ 15″ N, 7° 53′ 7″ O | Stall                    | Eine Wand des Fachwerkstalls wurde durch eine Kalksandsteinmauer ersetzt.                                                                              | 45698402 | BW   |
| Trentlager Straße 2 52° 41′ 15″ N, 7° 53′ 8″ O | Stall                    | Der Fachwerkstall steht unter einem Satteldach. | 45698430 | BW   |
| Trentlager Straße 2 52° 41′ 15″ N, 7° 53′ 6″ O | Backhaus                 | Das eingeschossige Fachwerkgebäude wurde als Backhaus unter einem Satteldach errichtet und zu einem Schuppen umgebaut.                                 | 45698351 | BW   |

### Gruppe: Hof Deber, ehemals Wille
Die Gruppe „Hof Deber, ehemals Wille“ umfasst eine dreiseitige Hofanlage. Die Gruppe hat die ID 45698760.

| Lage                                           | Bezeichnung              | Beschreibung | ID       | Bild |
| ---------------------------------------------- | ------------------------ | --- | -------- | ---- |
| Wasserhausenweg 10 52° 40′ 26″ N, 7° 53′ 46″ O | Wohn-/Wirtschaftsgebäude | 1828 wurde das Zweiständer-Hallenhaus unter Verwertung von Hölzern eines Gebäudes aus dem 18. Jahrhundert unter einem Satteldach errichtet. 1903 erfolgte ein Umbau. Wohn- und Wirtschaftsgiebel kragen jeweils dreifach vor. | 45698943 | BW   |
| Wasserhausenweg 10 52° 40′ 25″ N, 7° 53′ 46″ O | Scheune                  | Die Fachwerkscheune mit einer Querdurchfahrt wurde 1882 errichtet. | 45699017 | BW   |
| Wasserhausenweg 10 52° 40′ 25″ N, 7° 53′ 45″ O | Scheune                  | Die Fachwerkscheune mit zwei Querdurchfahrten wurde 1748 errichtet. | 45699017 | BW   |
| Wasserhausenweg 10 52° 40′ 26″ N, 7° 53′ 45″ O | Stall                    | Der Fachwerkstall steht unter einem Satteldach. | 45698898 | BW   |
| Wasserhausenweg 10 52° 40′ 25″ N, 7° 53′ 45″ O | Wagenschauer/Remise      | Der Wagenschauer war in Fachwerkbauweise unter einem Pultdach errichtet worden. Vor 1997 wurde das Geböude ohne Genehmigung abgebrochen und nachfolgend aus dem Denkmalverzeichnis gestrichen.                                | 45699161 | BW   |

### Einzeldenkmale
| Lage                                                    | Bezeichnung              | Beschreibung | ID       | Bild |
| ------------------------------------------------------- | ------------------------ | --- | -------- | ---- |
| Alter Löninger Weg 29 52° 41′ 31″ N, 7° 52′ 47″ O       | Wohn-/Wirtschaftsgebäude | Das Zweiständer-Hallenhaus unter einem Satteldach wurde im 19. Jahrhundert als Heuerhaus für den Hof Varding errichtet.                                        | 45667181 | BW   |
| Alte Schulstraße 2 52° 40′ 55″ N, 7° 53′ 42″ O          | Wohn-/Wirtschaftsgebäude | Das Zweiständer-Hallenhaus unter einem Satteldach wurde 1830 als Heuerhaus für den Hof Dieckmann errichtet.                                                    | 45667248 | BW   |
| Alte Schulstraße 3 52° 40′ 59″ N, 7° 53′ 42″ O          | Schule                   | Die Schule ist im 19. Jahrhundert als Wohn-/Wirtschaftsgebäude mit dem Klassenraum, der Querdiele und Stall errichtet worden.                                  | 45667282 | BW   |
| Mühlenhorst 7 52° 41′ 30″ N, 7° 53′ 47″ O               | Wohn-/Wirtschaftsgebäude | Das Zweiständer-Hallenhaus unter einem Satteldach wurde 1743 als Heuerhaus für den Hof Varding errichtet.                                                      | 45667477 | BW   |
| Trentlager Straße 4 52° 41′ 26″ N, 7° 52′ 52″ O         | Wohn-/Wirtschaftsgebäude | Das 1826 errichtete Doppelheuerhaus besteht aus zwei aneinander gebauten Zweiständerbau-Hallenhäusern unter Satteldächern.                                     | 45671492 | BW   |
| Quakenbrücker Landstraße 30 52° 40′ 48″ N, 7° 54′ 46″ O | Wohn-/Wirtschaftsgebäude | 1782 wurde das Zweiständer-Hallenhaus unter einem Satteldach für den Hof Burding errichtet. Der Wirtschaftsgiebel kragt vierfach, der Wohngiebel dreifach vor. | 45671330 | BW   |
| Trentlager Straße 5 52° 41′ 54″ N, 7° 52′ 38″ O         | Wohn-/Wirtschaftsgebäude | 1780 wurde das Zweiständer-Hallenhaus unter einem Satteldach für den Hof Trentlage errichtet. Der Wirtschaftsgiebel kragt vierfach vor.                        | 45671544 | BW   |
| Wasserhausenweg 5 52° 40′ 18″ N, 7° 53′ 6″ O            | Wohn-/Wirtschaftsgebäude | Das Fachwerkgebäude unter einem Halbwalmdach wurde im 18. Jahrhundert für das Gut Mundelburg errichtet.                                                        | 45671418 | BW   |

### Ehemalige Gruppe: Hof Dieckmann
Die Gruppe „Hof Dieckmann“ umfasste eine dreiseitige Hofanlage. Die Gruppe hatte die ID 45671598. Wegen der Veränderungen wurde 2020 die gesamte Gruppe aus dem Denkmalverzeichnis gestrichen.

| Lage                                          | Bezeichnung              | Beschreibung | ID       | Bild |
| --------------------------------------------- | ------------------------ | --- | -------- | ---- |
| Alte Schulstraße 5 52° 41′ 3″ N, 7° 53′ 53″ O | Wohn-/Wirtschaftsgebäude | Das Vierständer-Hallenhaus wurde unter einem Satteldach 1906 errichtet. Der Wirtschaftsgiebel kragt dreifach, der Wohngiebel zweifach vor. | 45671617 | BW   |
| Alte Schulstraße 5 52° 41′ 3″ N, 7° 53′ 52″ O | Scheune                  | 1829 wurde die Fachwerkscheune mit zwei Querdurchfahrten unter einem Satteldach errichtet.                                                 | 45671644 | BW   |
| Alte Schulstraße 5 52° 41′ 3″ N, 7° 53′ 52″ O | Stall                    | Der Fachwerkstall steht unter einem Satteldach.                                                                                            | 45671669 | BW   |
| Alte Schulstraße 5 52° 41′ 3″ N, 7° 53′ 50″ O | Wagenschauer/Remise      | Der Wagenschauer in Fachwerkbauweise steht unter einem Pultdach.                                                                           | 45671694 | BW   |
| Alte Schulstraße 5 52° 41′ 3″ N, 7° 53′ 53″ O | Nebengebäude             | Der Fachwerkanbau an das Wohn-/Wirtschaftsgebäude unter einem Pultdach diente zunächst als Göpel, später als Schuppen.                     | 45671719 | BW   |

### Ehemalige Baudenkmale
| Lage                                                    | Bezeichnung              | Beschreibung | ID       | Bild |
| ------------------------------------------------------- | ------------------------ | --- | -------- | ---- |
| Alter Löninger Weg 27 52° 41′ 21″ N, 7° 52′ 38″ O       | Hofanlage                | Die Hofanlage Voth besteht aus einem Wohn-/Wirtschaftsgebäude, das 1917 und 1927 erheblich erneut wurden, einer Fachwerkscheune mit zwei Querdurchfahrten, zwei Ställen, zwei Schuppen und einem Backhaus. Wegen der Veränderungen wurde die Anlage ab 1986 nicht mehr im Denkmalverzeichnis geführt.                                                   | 46281910 | BW   |
| Mühlenhorst 3 52° 41′ 21″ N, 7° 52′ 38″ O               | Hofanlage                | Die Hofanlage Wohnunger besteht aus einem Wohn-/Wirtschaftsgebäude von 1891, einer Fachwerkscheune mit einer Querdurchfahrten, zwei Ställen, einem Schuppen und einem Wagenschauer sowie einem 1970 errichteten Wohnhaus. Wegen der Veränderungen wurde die Anlage ab 1982 nicht mehr im Denkmalverzeichnis geführt.                                    | 46280930 | BW   |
| Mühlenhorst 4 52° 41′ 41″ N, 7° 53′ 15″ O               | Wohn-/Wirtschaftsgebäude | Das Zweiständer-Hallenhaus wurde 1738 als Heuerhaus für den Hof Wernke zu Borg unter einem Satteldach errichtet und 1976 umgebaut. Wegen der Veränderungen wurde das Gebäude ab 1986 nicht mehr im Denkmalverzeichnis geführt. | 45699277 | BW   |
| Mühlenhorst 5 52° 41′ 45″ N, 7° 53′ 5″ O                | Wohn-/Wirtschaftsgebäude | Das Fachwerkgebäude wurde wohl 1919 auf dem Hof Stumborg errichtet oder umgebaut. Das Gebäude wurde später beseitigt. Wegen der Veränderungen wurde das Gebäude ab 1982 nicht mehr im Denkmalverzeichnis geführt. | 46280923 | BW   |
| Quakenbrücker Landstraße 21 52° 40′ 59″ N, 7° 53′ 5″ O  | Hofanlage                | Die Hofanlage Diekmann besteht aus einem Wohnhaus, einem Schuppen und einer Werkstatt, die 1826 als Scheune errichtet wurde. Wegen der Veränderungen wurde die Anlage ab 1986 nicht mehr im Denkmalverzeichnis geführt. | 45699444 | BW   |
| Quakenbrücker Landstraße 22 52° 40′ 57″ N, 7° 53′ 9″ O  | Gasthaus                 | Das Fachwerkgebäude wurde unter einem Satteldach für den Hof Dreier errichtet und dann als Gaststätte umgebaut. Wegen der Veränderungen wurde die Anlage ab 1986 nicht mehr im Denkmalverzeichnis geführt. | 45667577 | BW   |
| Quakenbrücker Landstraße 23 52° 40′ 52″ N, 7° 53′ 40″ O | Schule                   | Das anderthalbgeschossige Backsteingebäude wurde zwischen 1910 und 1920 unter einem Mansardsatteldach errichtet. | 45667577 | BW   |
| Quakenbrücker Landstraße 36 52° 40′ 33″ N, 7° 55′ 19″ O | Hofanlage                | Die Hofanlage Ascherbehl besteht aus einem Wohnhaus, zwei Scheunen, einem Stall, einem Schuppen und einem Wagenschauer sowie einem Arbeiterhaus. Wegen der Veränderungen wurde die Anlage ab 1982 nicht mehr im Denkmalverzeichnis geführt. | 46280850 | BW   |
| Trentlager Straße 3 52° 41′ 16″ N, 7° 52′ 56″ O         | Hofanlage                | Die Hofanlage Borgschlingemann besteht aus einem Wohnhaus (um 1904), einer Scheune, einem Stall (1904) und einem Stallanbau. Wegen der Veränderungen wurde die Anlage ab 1986 nicht mehr im Denkmalverzeichnis geführt. | 45700698 | BW   |
| Wasserhausenweg 12 52° 40′ 16″ N, 7° 54′ 15″ O          | Hofanlage                | Die Hofanlage Wellinghorst besteht aus einem Wohnhaus (um 1910), einer Scheune, einem Stall mit Scheune und einem Wagenschauer. Wegen der Veränderungen wurde die Anlage ab 1986 nicht mehr im Denkmalverzeichnis geführt. | 45700779 | BW   |
| Wasserhausenweg 13 52° 40′ 16″ N, 7° 54′ 15″ O          | Hofanlage                | Die Hofanlage Borgstede, vormals Boldewein, besteht aus einem Wohn-/Wirtschaftsgebäude, das nach dem Abbrennen des Vorgängerbaus 1922 aus Andorf hierher versetzt wurde, einer Fachwerkscheune von 1806, einem Stall, einem Schuppen und einem Wagenschauer. Wegen der Veränderungen wurde die Anlage ab 1982 nicht mehr im Denkmalverzeichnis geführt. | 46280898 | BW   |

## Bottorf

### Gruppe: Hof Albers
Die Gruppe „Hof Albers“ umfasst eine dreiseitige Hofanlage mit alten Baumbestand, der in etwa der Form eines Kleeblatts. Die Gruppe hat die ID 45687740.

| Lage                                       | Bezeichnung              | Beschreibung | ID       | Bild |
| ------------------------------------------ | ------------------------ | --- | -------- | ---- |
| Im Kleeblatt 2 52° 40′ 35″ N, 7° 51′ 57″ O | Wohn-/Wirtschaftsgebäude | Das Zweiständer-Hallenhaus wurde 1811 unter einem Satteldach errichtet. Der Wirtschaftsgiebel kragt dreifach vor.         | 45687771 | BW   |
| Im Kleeblatt 2 52° 40′ 34″ N, 7° 51′ 58″ O | Scheune                  | Die 1826 errichtete Fachwerkscheune mit Querdurchfahrt steht unter einem Satteldach. Beide Giebel kragen zweifach vor.    | 45687816 | BW   |
| Im Kleeblatt 2 52° 40′ 35″ N, 7° 51′ 59″ O | Scheune                  | Die Fachwerkscheune mit Querdurchfahrt und Quereinfahrt steht unter einem Satteldach. Beide Giebel kragen zweifach vor.   | 45687882 | BW   |
| Im Kleeblatt 2 52° 40′ 35″ N, 7° 51′ 59″ O | Stall                    | Der ehemalige Fachwerkstall wurde 1990 durch einen Neubau ersetzt.                                                        | 45687926 | BW   |
| Im Kleeblatt 2 52° 40′ 34″ N, 7° 52′ 0″ O  | Wagenschauer/Remise      | Der Wagenschauer aus Fachwerk wurde vor 2017 ohne Genehmigung beseitigt und daher aus dem Denkmalverzeichnis gestrichen.  | 45687960 | BW   |
| Im Kleeblatt 2 52° 40′ 35″ N, 7° 51′ 55″ O | Backhaus                 | Das anderthalbgeschossige Fachwerkgebäude wurde ohne Genehmigung entfernt und 2018 aus dem Denkmalverzeichnis gestrichen. | 45688110 | BW   |
| Im Kleeblatt 2 52° 40′ 34″ N, 7° 51′ 57″ O | Nebengebäude             | Das Fachwerkgebäude unter einem Pultdach wurde ohne Genehmigung entfernt und 2017 aus dem Denkmalverzeichnis gestrichen.  | 45687984 | BW   |

### Gruppe: Hof Wachhorst
Die Gruppe „Hof Wachhorst“ umfasst eine dreiseitige Hofanlage. Die Gruppe hat die ID 45688236.

| Lage                                      | Bezeichnung              | Beschreibung | ID       | Bild |
| ----------------------------------------- | ------------------------ | --- | -------- | ---- |
| Im Kleeblatt 3 52° 40′ 32″ N, 7° 52′ 3″ O | Wohn-/Wirtschaftsgebäude | Das Zweiständer-Hallenhaus wurde 1819 unter einem Satteldach errichtet. Der Wirtschaftsgiebel kragt dreifach, der Wohngiebel einfach vor. | 45688259 | BW   |
| Im Kleeblatt 3 52° 40′ 32″ N, 7° 52′ 2″ O | Scheune                  | Die Fachwerkscheune mit drei Querdurchfahrten wurde 1920 unter einem Satteldach errichtet.                                                | 45688304 | BW   |
| Im Kleeblatt 3 52° 40′ 32″ N, 7° 52′ 1″ O | Stall                    | Der Stall in Fachwerkbauweise steht mit seinem Zwerchgiebel unter einem Satteldach.                                                       | 45688333 | BW   |
| Im Kleeblatt 3 52° 40′ 31″ N, 7° 52′ 2″ O | Stall                    | 1929 wurde der Stall in Fachwerkbauweise errichtet.                                                                                       | 45688354 | BW   |
| Im Kleeblatt 3 52° 40′ 32″ N, 7° 52′ 0″ O | Stall                    | Das massive Stallgebäude wurde aus Backstein errichtet und als Hühnerstall genutzt.                                                       | 45688524 | BW   |
| Im Kleeblatt 3 52° 40′ 33″ N, 7° 52′ 1″ O | Wagenschauer/Remise      | Der Wagenschauer zeigt insgesamt fünf Quereinfahrten.                                                                                     | 45688378 | BW   |
| Im Kleeblatt 3 52° 40′ 30″ N, 7° 52′ 1″ O | Nebengebäude             | Der Fachwerkschuppen steht unter einem Pultdach.                                                                                          | 45688500 | BW   |

### Gruppe: Hof Bergfeld
Die Gruppe „Hof Bergfeld“ umfasst eine dreiseitige Hofanlage mit alten Baumbestand, die über den Lagerbach erreicht wird. Die Gruppe hat die ID 45679474.

| Lage                                  | Bezeichnung              | Beschreibung | ID       | Bild |
| ------------------------------------- | ------------------------ | --- | -------- | ---- |
| Hülsweg 1 52° 40′ 43″ N, 7° 51′ 37″ O | Wohn-/Wirtschaftsgebäude | Das Zweiständer-Hallenhaus wurde 1814 unter einem Satteldach errichtet. 1903 erfolgte ein Umbau. Der Wirtschaftsgiebel kragt dreifach, der Wohngiebel zweifach vor. | 45679495 | BW   |
| Hülsweg 1 52° 40′ 44″ N, 7° 51′ 36″ O | Scheune                  | Die Fachwerkscheune hat eine Querdurchfahrt und wurde 1955 umgebaut.                                                                                                | 45679550 | BW   |
| Hülsweg 1 52° 40′ 44″ N, 7° 51′ 37″ O | Speicher                 | Der anderthalbgeschossige Fachwerkspeicher wurde 1727 unter einem Satteldach errichtet.                                                                             | 45679522 | BW   |
| Hülsweg 1 52° 40′ 44″ N, 7° 51′ 36″ O | Wagenschauer/Remise      | Der Wagenschauer aus Fachwerk hat eine Quereinfahrt | 45679576 | BW   |

### Gruppe: Hof Lampe-Bergfeld
Die Gruppe „Hof Lampe-Bergfeld“ umfasst eine Hofanlage mit alten Baumbestand und einer Zufahrtsallee. Die Gruppe hat die ID 45694370.

| Lage                                                   | Bezeichnung              | Beschreibung | ID       | Bild |
| ------------------------------------------------------ | ------------------------ | --- | -------- | ---- |
| Quakenbrücker Landstraße 5 52° 40′ 42″ N, 7° 51′ 8″ O  | Wohn-/Wirtschaftsgebäude | Das Zweiständer-Hallenhaus wurde 1882 unter einem Satteldach errichtet. Wohn- und Wirtschaftsgiebel kragen jeweils dreifach vor. | 45694394 | BW   |
| Quakenbrücker Landstraße 5 52° 40′ 41″ N, 7° 51′ 9″ O  | Scheune                  | 1887 wurde die Fachwerkscheune mit zwei Querdurchfahrten unter einem Satteldach errichtet. Die Giebel kragen beide dreifach vor. | 45694425 | BW   |
| Quakenbrücker Landstraße 5 52° 40′ 42″ N, 7° 51′ 10″ O | Scheune                  | Die Fachwerkscheune steht unter einem Satteldach. Beide Giebel kragen zweifach vor.                                              | 45694475 | BW   |
| Quakenbrücker Landstraße 5 52° 40′ 42″ N, 7° 51′ 9″ O  | Stall                    | 1893 wurde der Stall unter einem Satteldach errichtet.                                                                           | 45694446 | BW   |

### Gruppe: Hof Groß Bergfeld
Die Gruppe „Hof Groß Bergfeld “ umfasst eine mehrseitige Hofanlage. Die Gruppe hat die ID 45696599.

| Lage                                                   | Bezeichnung              | Beschreibung | ID       | Bild |
| ------------------------------------------------------ | ------------------------ | --- | -------- | ---- |
| Quakenbrücker Landstraße 6 52° 40′ 31″ N, 7° 51′ 26″ O | Wohn-/Wirtschaftsgebäude | Das Zweiständer-Hallenhaus wurde 1818 unter einem Satteldach errichtet. Wohn- und Wirtschaftsgiebel kragen jeweils dreifach vor. | 45696638 | BW   |
| Quakenbrücker Landstraße 6 52° 40′ 29″ N, 7° 51′ 26″ O | Scheune                  | Die Fachwerkscheune mit Querdurchfahrt wurde 1863 unter einem Satteldach errichtet. Beide Giebel kragen jeweils dreifach vor.    | 45696680 | BW   |
| Quakenbrücker Landstraße 6 52° 40′ 30″ N, 7° 51′ 27″ O | Stall                    | Der Fachwerkstall mit zwei Quereinfahrten steht unter einem Satteldach. Beide Giebel kragen jeweils dreifach vor.                | 45696720 | BW   |
| Quakenbrücker Landstraße 6 52° 40′ 29″ N, 7° 51′ 27″ O | Wagenschauer/Remise      | Der Wagenschauer in Fachwerkbauweise mit fünf Quereinfahrten steht unter einem Satteldach.                                       | 45696796 | BW   |
| Quakenbrücker Landstraße 6 52° 40′ 30″ N, 7° 51′ 24″ O | Backhaus                 | 1830 wurde das eingeschossige Fachwerkgebäude unter einem Satteldach errichtet.                                                  | 45696834 | BW   |
| Quakenbrücker Landstraße 6 52° 40′ 30″ N, 7° 51′ 24″ O | Nebengebäude             | Der massive Schuppen wurde aus Backstein errichtet.                                                                              | 45696883 | BW   |

### Einzeldenkmale
| Lage                                                   | Bezeichnung              | Beschreibung | ID       | Bild |
| ------------------------------------------------------ | ------------------------ | --- | -------- | ---- |
| Feldhagen 3 52° 40′ 56″ N, 7° 51′ 44″ O                | Wohn-/Wirtschaftsgebäude | 1851 wurde das Zweiständer-Hallenhaus als Heuerhaus für den Hof Vogt errichtet.                                                                        | 45671428 | BW   |
| Im Goor 2 52° 40′ 48″ N, 7° 51′ 58″ O                  | Wohn-/Wirtschaftsgebäude | 1750 wurde das Zweiständer-Hallenhaus als Heuerhaus für den Hof Hahling errichtet.                                                                     | 45687601 | BW   |
| Kampstraße 5 52° 41′ 12″ N, 7° 52′ 0″ O                | Wohn-/Wirtschaftsgebäude | 1899 wurde das von einem alten Baumbestand umgebenen Fachwerkgebäude ähnlich einem Vierständer-Hallenhaus als Heuerhaus für den Hof Hahling errichtet. | 45688695 | BW   |
| Lampeweg 1 52° 41′ 3″ N, 7° 52′ 28″ O                  | Wohn-/Wirtschaftsgebäude | 1703 wurde das Zweiständer-Hallenhaus als Heuerhaus für den Hof Lübke (oder Schlüve) errichtet.                                                        | 45688880 | BW   |
| Lohweg 2 52° 41′ 3″ N, 7° 52′ 28″ O                    | Wohn-/Wirtschaftsgebäude | Das Zweiständer-Hallenhaus wurde als Heuerhaus für den Hof Albers im 19. Jahrhundert errichtet.                                                        | 45688990 | BW   |
| Lohweg 4 52° 40′ 18″ N, 7° 51′ 43″ O                   | Wohn-/Wirtschaftsgebäude | Das einem Zweiständer-Hallenhaus ähnliche Backsteingebäude wurde als Heuerhaus für den Hof Lübbers 1897 errichtet.                                     | 45689070 | BW   |
| Merschdamm 1 52° 40′ 17″ N, 7° 51′ 9″ O                | Wohn-/Wirtschaftsgebäude | Das Zweiständer-Hallenhaus wurde als Heuerhaus für den Hof Lampe-Bergfeld 1875 errichtet.                                                              | 45689138 | BW   |
| Merschdamm 1 52° 40′ 17″ N, 7° 51′ 9″ O                | Wohn-/Wirtschaftsgebäude | Das Zweiständer-Hallenhaus wurde als Heuerhaus für den Hof Lampe-Bergfeld 1875 errichtet.                                                              | 45689138 | BW   |
| Quakenbrücker Landstraße 8 52° 40′ 40″ N, 7° 51′ 35″ O | Wohn-/Wirtschaftsgebäude | Das Zweiständer-Hallenhaus wurde als Heuerhaus für den Hof Groß Bergfeld im 19. Jahrhundert errichtet.                                                 | 45696957 | BW   |

### Ehemalige Baudenkmale
| Lage                                                    | Bezeichnung              | Beschreibung | ID       | Bild |
| ------------------------------------------------------- | ------------------------ | --- | -------- | ---- |
| Im Goor 1 52° 40′ 50″ N, 7° 52′ 1″ O                    | Hofanlage                | Die Hofanlage Hahling (ehemals Butefar) besteht aus dem Wohn-/Wirtschaftsgebäude von 1945, einer Scheune, zwei Ställen und zwei Wagenschauern. Wegen der Veränderungen wurde die Hofanlage schon ab 1986 nicht mehr im Denkmalverzeichnis geführt.                                          | 45687483 | BW   |
| Im Kleeblatt 4 52° 40′ 28″ N, 7° 52′ 11″ O              | Wohn-/Wirtschaftsgebäude | Das Zweiständer-Hallenhaus war 1817 unter einem Satteldach als Heuerhaus für den Hof Albers errichtet worden. Ein Brand zerstörte das Gebäude im Jahr 1999. Es wurde daher aus dem Denkmalverzeichnis gestrichen.                                                                           | 46274033 | BW   |
| Kampstraße 2 52° 41′ 10″ N, 7° 52′ 11″ O                | Hofanlage                | Die Hofanlage Lampe-Wachhorst (heute: Maßmann) besteht aus dem als Stall genutzten Wohn-/Wirtschaftsgebäude von 1945 mit einem Wohnhausanbau von 1900, einem Stall und einer Werkstatt. Wegen der Veränderungen wurde die Hofanlage schon ab 1982 nicht mehr im Denkmalverzeichnis geführt. | 46279567 | BW   |
| Lünnekamp 3 52° 41′ 4″ N, 7° 51′ 49″ O                  | Wohn-/Wirtschaftsgebäude | Das Zweiständer-Hallenhaus war im 19. Jahrhundert unter einem Satteldach als Heuerhaus für den Hof Lampe-Bergfeld errichtet worden. Wegen der Veränderungen wurde es ab 1986 nicht mehr im Denkmalverzeichnis geführt.                                                                      | 45697271 | BW   |
| Quakenbrücker Landstraße 10 52° 40′ 38″ N, 7° 51′ 44″ O | Wohn-/Wirtschaftsgebäude | Das einem Zweiständer-hallenhaus ähnliche massive Backsteingebäude war 1898 unter einem Satteldach als Heuerhaus für den Hof Wachhorst (ehemals Huflage) errichtet worden. Wegen der Veränderungen wurde es ab 1982 nicht mehr im Denkmalverzeichnis geführt.                               | 46279861 | BW   |
| Quakenbrücker Landstraße 18 52° 41′ 0″ N, 7° 52′ 42″ O  | Hofanlage                | Die Hofanlage Pieper besteht aus einem Wohn-/Wirtschaftsgebäude, einer Scheune, einem Stall, einem Backhaus (separat bewertet), einem Schuppen und zwei Wagenschauern. Wegen der Veränderungen wurde die Hofanlage schon ab 1982 nicht mehr im Denkmalverzeichnis geführt.                  | 45697081 | BW   |
| Quakenbrücker Landstraße 18 52° 41′ 2″ N, 7° 52′ 42″ O  | Backhaus                 | Das anderthalbgeschossige Fachwerkgebäude wurde vermutlich um 1700 unter einem Satteldach für den Hof Pieper errichtet. Vor 2002 wurde das Gebäude abgebrochen und daher nicht mehr im Denkmalverzeichnis geführt.                                                                          | 46689222 | BW   |

## Hahlen

### Gruppe: Hof Broking
Die Gruppe „Hof Broking“ umfasst eine mehrseitige Hofanlage unter einem alten Eichenbestand. Die Gruppe hat die ID 46278319.

| Lage                                    | Bezeichnung              | Beschreibung | ID       | Bild |
| --------------------------------------- | ------------------------ | --- | -------- | ---- |
| Im Hörsten 1 52° 40′ 2″ N, 7° 47′ 43″ O | Wohn-/Wirtschaftsgebäude | 1864 wurde das Zweiständer-Hallenhaus unter einem Satteldach errichtet. Der Wohngiebel kragt dreifach vor.                                                               | 45714643 | BW   |
| Im Hörsten 1 52° 40′ 3″ N, 7° 47′ 44″ O | Scheune                  | Die 1748 errichtete Fachwerkscheune mit einer Querdurchfahrt unter einem Satteldach ähnelt einem Dreiständer-Gebäude. Ein Giebel kragt zweifach vor.                     | 35476188 | BW   |
| Im Hörsten 1 52° 40′ 2″ N, 7° 47′ 45″ O | Scheune                  | Die Scheune aus Backstein wurde 1921 unter einem Satteldach errichtet.                                                                                                   | 46278376 | BW   |
| Im Hörsten 1 52° 40′ 3″ N, 7° 47′ 43″ O | Scheune                  | Die massive Scheune aus Backstein mit zwei Quereinfahrten steht unter einem Satteldach.                                                                                  | 46278491 | BW   |
| Im Hörsten 1 52° 40′ 3″ N, 7° 47′ 43″ O | Stall                    | Der Fachwerkstall steht unter einem Satteldach. | 46278470 | BW   |
| Im Hörsten 1 52° 40′ 1″ N, 7° 47′ 42″ O | Backhaus                 | Das anderthalbgeschossige Gebäude steht unter einem Satteldach. Ein Giebel kragt zweifach vor. Das Backhaus ist nach hinten verlängert und zur Wohnung umgenutzt worden. | 46278418 | BW   |
| Im Hörsten 1 52° 40′ 1″ N, 7° 47′ 42″ O | Nebengebäude             | Bei dem Nebengebäude handelt es sich um ein kleines Rauchhaus. | 46278450 | BW   |
| Im Hörsten 1 52° 40′ 3″ N, 7° 47′ 45″ O | Wagenschauer/Remise      | Das Fachwerkgebäude mit fünf Quereinfahrten steht unter einem Satteldach.                                                                                                | 46278512 | BW   |

### Einzeldenkmale
| Lage                                           | Bezeichnung              | Beschreibung | ID       | Bild |
| ---------------------------------------------- | ------------------------ | --- | -------- | ---- |
| Am Schützenplatz 12 52° 40′ 27″ N, 7° 46′ 8″ O | Wohn-/Wirtschaftsgebäude | Das Zweiständer-Hallenhaus wurde als Heuerhaus für den Hof Hahling errichtet und um 1900 erneuert.                                                               | 45714574 | BW   |
| Antener Straße 2 52° 40′ 11″ N, 7° 47′ 10″ O   | Wohn-/Wirtschaftsgebäude | Das Zweiständer-Hallenhaus wurde als Heuerhaus für den Hof Behling 1799 errichtet.                                                                               | 45713786 | BW   |
| Hahlener Straße 7 52° 39′ 54″ N, 7° 48′ 16″ O  | Wohn-/Wirtschaftsgebäude | Das Zweiständer-Hallenhaus wurde unter einem Satteldach für den Hof Hallervorden 1857 errichtet. Der Wirtschaftsgiebel kragt einfach vor.                        | 45714014 | BW   |
| Hahlener Straße 9 52° 40′ 3″ N, 7° 48′ 5″ O    | Wohn-/Wirtschaftsgebäude | Das Zweiständer-Hallenhaus wurde unter einem Satteldach auf dem Hof Henger um 1870 errichtet.                                                                    | 45714078 | BW   |
| Hahlener Straße 10 52° 40′ 13″ N, 7° 47′ 45″ O | Wohn-/Wirtschaftsgebäude | Das hallenhausähnliche Fachwerkgebäude wurde als Heuerhaus für den Hof Feldbusch errichtet.                                                                      | 45714117 | BW   |
| Hahlener Straße 16 52° 40′ 40″ N, 7° 47′ 31″ O | Wohn-/Wirtschaftsgebäude | Das Zweiständer-Hallenhaus wurde 1701 auf dem Hof Hahling errichtet. Ein Umbau erfolgte 1901. Der Wirtschaftsgiebel kragt dreifach, der Wohngiebel zweifach vor. | 45714173 | BW   |
| Hahlener Straße 16 52° 40′ 39″ N, 7° 47′ 32″ O | Speicher                 | Der zweigeschossige Fachwerkspeicher wurde 1696 auf dem Hof Hahling errichtet. Beide Giebel kragen zweifach vor.                                                 | 45714222 | BW   |
| Hahnenmoorstraße 2 52° 40′ 41″ N, 7° 47′ 15″ O | Scheune                  | Die 1730 auf dem Hof Lindemann-Eickhorst errichtete Fachwerkscheune mit Querdurchfahrt und Längseinfahrt steht unter einem Satteldach.                           | 45714376 | BW   |
| Hahnenmoorstraße 4 52° 40′ 32″ N, 7° 47′ 9″ O  | Wohn-/Wirtschaftsgebäude | Das Zweiständer-Hallenhaus wurde 1877 auf dem Hof Hohlenkamp errichtet.                                                                                          | 45714276 | BW   |
| Hahnenmoorstraße 5 52° 40′ 27″ N, 7° 46′ 59″ O | Wohn-/Wirtschaftsgebäude | Das Zweiständer-Hallenhaus unter einem Satteldach wurde 1874 auf dem Hof Heidgerd errichtet.                                                                     | 45714442 | BW   |
| Hahnenmoorstraße 9 52° 40′ 25″ N, 7° 46′ 21″ O | Wohn-/Wirtschaftsgebäude | Das Zweiständer-Hallenhaus unter einem Satteldach wurde im 19. Jahrhundert als Heuerhaus für den Hof Nienhaus errichtet.                                         | 45714482 | BW   |
| Im Hörsten 6 52° 39′ 30″ N, 7° 47′ 17″ O       | Wohn-/Wirtschaftsgebäude | Das Zweiständer-Hallenhaus unter einem Satteldach wurde 1824 als Heuerhaus für den Hof Henger errichtet.                                                         | 45715564 | BW   |
| Mühlenweg 10 52° 39′ 37″ N, 7° 47′ 34″ O       | Wohn-/Wirtschaftsgebäude | Das Zweiständer-Hallenhaus unter einem Satteldach wurde 1813 als Heuerhaus für den Hof Henger errichtet.                                                         | 45715653 | BW   |
| Mühlenweg 17 52° 40′ 5″ N, 7° 47′ 5″ O         | Wohn-/Wirtschaftsgebäude | Das Zweiständer-Hallenhaus unter einem Satteldach wurde 1803 als Heuerhaus für den Hof Hase-Lübker errichtet.                                                    | 45715684 | BW   |
| Mühlenweg 19 52° 40′ 9″ N, 7° 46′ 46″ O        | Wohn-/Wirtschaftsgebäude | Das von einem hohen Baumbestand umgebene Zweiständer-Hallenhaus unter einem Satteldach wurde 1841 als Heuerhaus für den Hof Huster errichtet.                    | 45716229 | BW   |
| Thündamm 3 52° 40′ 47″ N, 7° 46′ 32″ O         | Wohn-/Wirtschaftsgebäude | Das Zweiständer-Hallenhaus unter einem Satteldach wurde 1819 (anders gedeutet vielleicht auch 1879) als Heuerhaus für den Hof Barklage errichtet.                | 45714603 | BW   |
| Thündamm 4 52° 40′ 44″ N, 7° 46′ 35″ O         | Wohn-/Wirtschaftsgebäude | Das Zweiständer-Hallenhaus unter einem Satteldach wurde 1752 als Heuerhaus für den Hof Eickhorst errichtet. Umbauten erfolgten 1930 und 1937.                    | 45714420 | BW   |
| Winkumer Straße 11 52° 41′ 7″ N, 7° 47′ 5″ O   | Wohn-/Wirtschaftsgebäude | Das Zweiständer-Hallenhaus unter einem Satteldach wurde 1875 als Heuerhaus für den Hof Hahling errichtet.                                                        | 45714214 | BW   |
| Winkumer Straße 12 52° 41′ 9″ N, 7° 46′ 49″ O  | Wohn-/Wirtschaftsgebäude | Das Zweiständer-Hallenhaus unter einem Satteldach wurde im ausgehenden 19. Jahrhundert als Heuerhaus für den Hof Oing errichtet.                                 | 45714124 | BW   |
| Zur Landwehr 2 52° 39′ 32″ N, 7° 48′ 6″ O      | Wohn-/Wirtschaftsgebäude | Das Zweiständer-Hallenhaus unter einem Satteldach wurde 1847 als Heuerhaus für den Hof Vöge errichtet.                                                           | 45714032 | BW   |

### Ehemalige Baudenkmale
| Lage                                            | Bezeichnung              | Beschreibung | ID       | Bild |
| ----------------------------------------------- | ------------------------ | --- | -------- | ---- |
| Antener Straße 5 52° 39′ 54″ N, 7° 46′ 41″ O    | Wohn-/Wirtschaftsgebäude | Das Zweiständer-Hallenhaus wurde 1825 als Heuerhaus für den Hof Barlage errichtet. Wegen der Veränderungen wurde das Gebäude ab 1982 nicht mehr im Denkmalverzeichnis geführt.                              | 46283219 | BW   |
| Hahlener Straße 6 52° 39′ 54″ N, 7° 46′ 41″ O   | Wohn-/Wirtschaftsgebäude | Das Zweiständer-Hallenhaus wurde im 19. Jahrhundert als Heuerhaus für den Hof Hallervorden errichtet. Da das Gebäude vor 2004 beseitigt wurde, erfolgte eine Streichung aus dem Denkmalverzeichnis.         | 35476207 | BW   |
| Hahnenmoorstraße 7 52° 40′ 19″ N, 7° 46′ 27″ O  | Wohn-/Wirtschaftsgebäude | Das Zweiständer-Hallenhaus wurde 1721 als Heuerhaus für den Hof Graskamp errichtet. Wegen der Veränderungen wurde das Gebäude seit 1986 nicht mehr im Denkmalverzeichnis geführt.                           | 45715857 | BW   |
| Hahnenmoorstraße 8 52° 40′ 21″ N, 7° 46′ 27″ O  | Schmiede                 | Das Schmiedegebäude aus Backstein wurde vermutlich um 1936 errichtet. Wegen der Veränderungen wurde das Gebäude seit 1982 nicht mehr im Denkmalverzeichnis geführt.                                         | 46283565 | BW   |
| Hahnenmoorstraße 14 52° 40′ 29″ N, 7° 45′ 30″ O | Wohn-/Wirtschaftsgebäude | Das Zweiständer-Hallenhaus wurde um 1900 erneuert. Wegen der Veränderungen wurde das Gebäude seit 1982 nicht mehr im Denkmalverzeichnis geführt.                                                            | 46283442 | BW   |
| Hahnenmoorstraße 16 52° 40′ 29″ N, 7° 45′ 30″ O | Wohn-/Wirtschaftsgebäude | Das als Heuerhaus errichtete Zweiständer-Hallenhaus wurde um 1900 erneuert. Wegen der Veränderungen wurde das Gebäude seit 1982 nicht mehr im Denkmalverzeichnis geführt.                                   | 46283442 | BW   |
| Hahnenmoorstraße 16 52° 40′ 18″ N, 7° 45′ 35″ O | Wohn-/Wirtschaftsgebäude | Das Zweiständer-Hallenhaus wurde als Heuerhaus für den Hof Oing errichtet. Wegen der Veränderungen wurde das Gebäude seit 1986 nicht mehr im Denkmalverzeichnis geführt.                                    | 46285903 | BW   |
| Im Hörsten 2 52° 39′ 55″ N, 7° 47′ 44″ O        | Wohn-/Wirtschaftsgebäude | Das Zweiständer-Hallenhaus wurde als Heuerhaus für den Hof Nienhaus errichtet. Wegen der Veränderungen wurde das Gebäude seit 1986 nicht mehr im Denkmalverzeichnis geführt.                                | 45715529 | BW   |
| Im Hörsten 5 52° 39′ 41″ N, 7° 47′ 24″ O        | Wohn-/Wirtschaftsgebäude | Das Zweiständer-Hallenhaus wurde als Heuerhaus 1849 für den Hof Vechtemöller errichtet. Wegen der Veränderungen wurde das Gebäude seit 1986 nicht mehr im Denkmalverzeichnis geführt.                       | 46282861 | BW   |
| Mühlenweg 20 52° 40′ 19″ N, 7° 46′ 47″ O        | Wohn-/Wirtschaftsgebäude | Das Zweiständer-Hallenhaus wurde als Heuerhaus 1816 für den Hof Hohlenkamp errichtet. Wegen der Veränderungen wurde das Gebäude seit 2008 nicht mehr im Denkmalverzeichnis geführt.                         | 37675975 | BW   |
| Thündamm 1 52° 40′ 19″ N, 7° 46′ 47″ O          | Wohn-/Wirtschaftsgebäude | Das Zweiständer-Hallenhaus wurde als Heuerhaus 1750 für den Hof Hohlenkamp errichtet. Wegen der Veränderungen wurde das Gebäude seit 1986 nicht mehr im Denkmalverzeichnis geführt.                         | 45715937 | BW   |
| Winkumer Straße 13 52° 41′ 9″ N, 7° 46′ 46″ O   | Hofanlage                | Die Hofanlage Steinmesch besteht aus dem Wohn-/Wirtschaftsgebäude von 1813, Fachwerkscheune und Wagenschauer. Wegen der Veränderungen wurde das Gebäude seit 1982 nicht mehr im Denkmalverzeichnis geführt. | 46282499 | BW   |
| Koordinaten fehlen! Hilf mit.                   | Grenzstein               | Der Grenzstein zwischen den Gemarkungen Hahlen und Börstel lässt sich nicht mehr lokalisieren. Seit 1982 wurde er nicht mehr im Denkmalverzeichnis geführt.                                                 | 46283502 |      |

## Klein Mimmelage

### Gruppe: Hof Becker
Die Gruppe „Hof Becker“ umfasst eine dreiseitige Hofanlage unter einem alten Eichenbestand. Die Gruppe hat die ID 45698708.

| Lage                                           | Bezeichnung              | Beschreibung | ID       | Bild |
| ---------------------------------------------- | ------------------------ | --- | -------- | ---- |
| Badberger Straße 2 52° 38′ 53″ N, 7° 50′ 57″ O | Wohn-/Wirtschaftsgebäude | Das Zweiständer-Hallenhaus wurde 1738 unter einem Satteldach errichtet. Der Wirtschaftsgiebel kragt dreifach vor. | 45698767 | BW   |
| Badberger Straße 2 52° 38′ 52″ N, 7° 50′ 57″ O | Scheune                  | Die Fachwerkscheune mit zwei Querdurchfahrten steht unter einem Satteldach.                                       | 45698981 | BW   |
| Badberger Straße 2 52° 38′ 53″ N, 7° 50′ 58″ O | Stall                    | Der Fachwerkstall steht unter einem Satteldach.                                                                   | 45699024 | BW   |
| Badberger Straße 2 52° 38′ 54″ N, 7° 50′ 55″ O | Wagenschauer/Remise      | Der Wagenschauer mit einer Querdurchfahrt steht unter einem Satteldach.                                           | 45699075 | BW   |
| Badberger Straße 2 52° 38′ 54″ N, 7° 50′ 57″ O | Brunnen                  | Der Brunnen mit einer Sandsteineinfassung wurde 1700 erbaut.                                                      | 45699122 | BW   |

### Gruppe: Hof Ackmann
Die Gruppe „Hof Ackmann“ umfasst die dreiseitige Hofanlage mit Vorgarten. Die Gruppe hat die ID 45699416.

| Lage                                            | Bezeichnung              | Beschreibung | ID       | Bild |
| ----------------------------------------------- | ------------------------ | --- | -------- | ---- |
| Nortruper Straße 11 52° 39′ 14″ N, 7° 50′ 20″ O | Wohn-/Wirtschaftsgebäude | Das Vierständer-Hallenhaus wurde im 19. Jahrhundert in Veränderung eines Zweiständer-Hallenhauses errichtet. Der Wirtschaftsgiebel kragt dreifach vor. | 45699397 | BW   |
| Nortruper Straße 11 52° 39′ 13″ N, 7° 50′ 21″ O | Scheune                  | Die Fachwerkscheune mit zwei Querdurchfahrten steht unter einem Satteldach.                                                                            | 45699451 | BW   |
| Nortruper Straße 11 52° 39′ 13″ N, 7° 50′ 20″ O | Stall                    | Der Fachwerkstall steht unter einem Satteldach. | 45699495 | BW   |
| Nortruper Straße 11 52° 39′ 13″ N, 7° 50′ 20″ O | Stall                    | Der Fachwerkstall steht unter einem Satteldach. | 45699586 | BW   |
| Nortruper Straße 11 52° 39′ 13″ N, 7° 50′ 20″ O | Nebengebäude             | Der Fachwerkschuppen steht unter einem Pultdach. | 45699640 | BW   |
| Nortruper Straße 11 52° 39′ 12″ N, 7° 50′ 21″ O | Nebengebäude             | Der Fachwerkschuppen unter einem Satteldach wird als Hühnerstall genutzt.                                                                              | 45699672 | BW   |
| Nortruper Straße 11 52° 39′ 12″ N, 7° 50′ 20″ O | Wagenschauer/Remise      | Der massive Wagenschauer steht unter einem Satteldach.                                                                                                 | 45699535 | BW   |

### Gruppe: Hof Hülsmann
Die Gruppe „Hof Hülsmann“ umfasst die mehrseitige Hofanlage mit geringem Hofbestand. Die Gruppe hat die ID 45706376.

| Lage                                            | Bezeichnung              | Beschreibung | ID       | Bild |
| ----------------------------------------------- | ------------------------ | --- | -------- | ---- |
| Nortruper Straße 17 52° 38′ 39″ N, 7° 50′ 53″ O | Wohn-/Wirtschaftsgebäude | Das Zweiständer-Hallenhaus wurde 1736 unter einem Satteldach errichtet. Der Wirtschaftsgiebel kragt dreifach vor.                                                | 45706431 | BW   |
| Nortruper Straße 17 52° 38′ 38″ N, 7° 50′ 54″ O | Scheune                  | Die Fachwerkscheune wurde 1800 unter einem Satteldach errichtet. Beide Giebel kragen dreifach vor.                                                               | 45706474 | BW   |
| Nortruper Straße 17 52° 38′ 38″ N, 7° 50′ 53″ O | Stall                    | Der Fachwerkstall wurde unter einem Satteldach errichtet. Beide Giebel kragen zweifach vor.                                                                      | 45706519 | BW   |
| Nortruper Straße 17 52° 38′ 39″ N, 7° 50′ 54″ O | Wirtschaftsgebäude       | Das Fachwerkgebäude verbindet das Haupthaus mit dem Wagenschauer und Stall                                                                                       | 45706586 | BW   |
| Nortruper Straße 17 52° 38′ 38″ N, 7° 50′ 54″ O | Wagenschauer/Remise      | Der Wagenschauer und der angeschlossene Stall sind in Fachwerk errichtet.                                                                                        | 45706544 | BW   |
| Nortruper Straße 17 52° 38′ 40″ N, 7° 50′ 52″ O | Backhaus                 | Das eingeschossige Fachwerkgebäude wurde 1745 unter einem Satteldach errichtet. Der Backofen wurde mittlerweile entfernt. Die beiden Giebel kragen zweifach vor. | 45707690 | BW   |

### Gruppe: Hof Wehriede, ehemals Möllmann
Die Gruppe „Hof Wehriede, ehemals Möllmann“ umfasst die nach dem Zweiten Weltkrieg wieder errichtete mehrseitige Hofanlage. Die Gruppe hat die ID 38142183.

| Lage                                        | Bezeichnung              | Beschreibung | ID       | Bild |
| ------------------------------------------- | ------------------------ | --- | -------- | ---- |
| Scherhagenweg 1 52° 39′ 34″ N, 7° 51′ 41″ O | Wohn-/Wirtschaftsgebäude | Nach einem kriegsbedingten Brand 1944 wurde das Hauptgebäude ähnlich einem Hallenhaus 1947 und 1951 als Backsteingebäude mit Betongerüst wieder errichtet. Wohn- und Wirtschaftsgiebel kragen jeweils dreifach vor. | 38142216 | BW   |
| Scherhagenweg 1 52° 39′ 34″ N, 7° 51′ 38″ O | Scheune                  | Die Fachwerkscheune wurde 1861 mit einer Längsdurchfahrt und einer Quereinfahrt unter einem Satteldach errichtet.                                                                                                   | 38142228 | BW   |
| Scherhagenweg 1 52° 39′ 35″ N, 7° 51′ 40″ O | Stall                    | 1944 wurde der Stall aus Backstein unter einem Satteldach errichtet. Die Giebel kragen jeweils einfach vor. | 38142239 | BW   |
| Scherhagenweg 1 52° 39′ 33″ N, 7° 51′ 38″ O | Wagenschauer/Remise      | Der Wagenschauer wurde in Fachwerkbauweise unter einem Pultdach errichtet. | 38172077 | BW   |
| Scherhagenweg 1 52° 39′ 33″ N, 7° 51′ 38″ O | Backhaus                 | Das eingeschossige Fachwerkgebäude wurde 1715 unter einem Satteldach errichtet. Der Backofen wurde entfernt. | 38142250 | BW   |

### Einzeldenkmale
| Lage                                            | Bezeichnung              | Beschreibung | ID       | Bild |
| ----------------------------------------------- | ------------------------ | --- | -------- | ---- |
| Badberger Straße 9 52° 38′ 56″ N, 7° 51′ 55″ O  | Schmiede                 | Die frühere Schmiede wurde für den Hof Kemper, vormals Kormann, errichtet. | 45699241 | BW   |
| Kanaldamm 8 52° 38′ 56″ N, 7° 50′ 19″ O         | Wohn-/Wirtschaftsgebäude | Das Zweiständer-Hallenhaus wurde 1779 unter einem Satteldach als Heuerhaus für den Hof Schechtmann errichtet. Der Wirtschaftsgiebel kragt zweifach, der Wohngiebel einfach vor. | 45699295 | BW   |
| Nortruper Straße 14 52° 38′ 46″ N, 7° 50′ 32″ O | Wohn-/Wirtschaftsgebäude | Das Zweiständer-Hallenhaus wurde 1787 unter einem Satteldach als Heuerhaus für den Hof Hülsmann errichtet. Der Wirtschaftsgiebel kragt zweifach, der Wohngiebel einfach vor.    | 45703920 | BW   |
| Nortruper Straße 19 52° 38′ 32″ N, 7° 51′ 4″ O  | Wohn-/Wirtschaftsgebäude | Das Zweiständer-Hallenhaus wurde 1732 unter einem Satteldach auf dem Hof Schechtmann errichtet. Der Wirtschaftsgiebel kragt dreifach, der Wohngiebel einfach vor.               | 45707795 | BW   |
| Scherhagenweg 3 52° 39′ 36″ N, 7° 51′ 49″ O     | Wohn-/Wirtschaftsgebäude | Das Zweiständer-Hallenhaus wurde um 1845 unter einem Satteldach auf dem Hof Scherhage, später Stockelmann, errichtet. Wohn- und Wirtschaftsgiebel kragen jeweils dreifach vor.  | 45703920 | BW   |

### Ehemalige Gruppe: Hof Schechtmann
Die Gruppe „Hof Schechtmann“ umfasste einst die vierseitige Hofanlage mit seinem Baumbestand. Die Gruppe hatte die ID 45707827. Wegen der Veränderungen wurde die Gruppe mit Ausnahme des Hauptgebäudes 1986 aus dem Denkmalverzeichnis gestrichen. Gebäude wurden entfernt. Das Wohn-/Wirtschaftsgebäude (ID: 45707795) blieb als Einzeldenkmal (siehe dort) im Denkmalverzeichnis.

| Lage                                           | Bezeichnung         | Beschreibung | ID       | Bild |
| ---------------------------------------------- | ------------------- | --- | -------- | ---- |
| Nortruper Straße 19 52° 38′ 32″ N, 7° 51′ 6″ O | Scheune             | Die Fachwerkscheune mit einer Querdurchfahrt wurde unter einem Satteldach errichtet. | 45712393 | BW   |
| Nortruper Straße 19 52° 38′ 33″ N, 7° 51′ 6″ O | Stall               | Der massive Stall aus Backstein mit einem Zwerchgiebel steht unter einem Satteldach. | 45707866 | BW   |
| Nortruper Straße 19 52° 38′ 31″ N, 7° 51′ 5″ O | Wagenschauer/Remise | Der Wagenschauer ist mit massiven Backsteinwänden und im Übrigen in Fachwerkbauweise mit zwei Querdurchfahrten und vier Quereinfahrten errichtet worden.                                | 45712374 | BW   |
| Nortruper Straße 19 52° 38′ 34″ N, 7° 51′ 4″ O | Speicher            | Der zweigeschossige Fachwerkspeicher wurde unter einem Satteldach errichtet. Beide Giebel kragen zweifach vor. Der Speicher ist vermutlich um 1977/1978 nach Haselünne versetzt worden. | 45712452 | BW   |
| Nortruper Straße 19 52° 38′ 33″ N, 7° 51′ 6″ O | Nebengebäude        | Der Fachwerkschuppen wurde unter einem Pultdach errichtet. | 45712435 | BW   |

### Ehemalige Baudenkmale
| Lage                                           | Bezeichnung              | Beschreibung | ID       | Bild |
| ---------------------------------------------- | ------------------------ | --- | -------- | ---- |
| Scherhagenweg 2 52° 39′ 32″ N, 7° 51′ 47″ O    | Wohn-/Wirtschaftsgebäude | Das Zweiständer-Hallenhaus unter einem Satteldach wurde als Heuerhaus für den Hof Wehriede-Möhring errichtet. Wegen der Veränderungen wurde das Gebäude ab 1986 nicht mehr im Denkmalverzeichnis geführt.                                       | 45713669 | BW   |
| Badberger Straße 7 52° 39′ 32″ N, 7° 51′ 47″ O | Wohn-/Wirtschaftsgebäude | Das Zweiständer-Hallenhaus unter einem Satteldach wurde als Heuerhaus für den Hof Groß Neßlage errichtet. Der Wirtschaftsgiebel kragt zweifach vor. Wegen der Veränderungen wurde das Gebäude ab 1982 nicht mehr im Denkmalverzeichnis geführt. | 46275858 | BW   |

## Renslage

### Gruppe: Hof Böckmann
Die Gruppe „Hof Böckmann“ umfasst einen dreiseitigen Hof. Die Gruppe hat die ID 45701969.

| Lage                                         | Bezeichnung              | Beschreibung | ID       | Bild |
| -------------------------------------------- | ------------------------ | --- | -------- | ---- |
| Berger Straße 25 52° 38′ 39″ N, 7° 48′ 39″ O | Wohn-/Wirtschaftsgebäude | Das Zweiständer-Hallenhaus wurde 1834 unter einem Satteldach errichtet. Der Wirtschaftsgiebel kragt zweifach vor. | 45702011 | BW   |
| Berger Straße 25 52° 38′ 38″ N, 7° 48′ 39″ O | Scheune                  | Die Fachwerkscheune mit zwei Querdurchfahrten wurde im 19. Jahrhundert unter einem Satteldach errichtet.          | 45702074 | BW   |
| Berger Straße 25 52° 38′ 39″ N, 7° 48′ 40″ O | Stall                    | Der Fachwerkstall steht unter einem Satteldach.                                                                   | 45702100 | BW   |
| Berger Straße 25 52° 38′ 40″ N, 7° 48′ 39″ O | Nebengebäude             | Das eingeschossige Fachwerkgebäude wurde als Rauchhaus unter einem Satteldach errichtet.                          | 45702159 | BW   |

### Gruppe: Hof Schwietert-Eilemann
Die Gruppe „Hof Schwietert-Eilemann“ umfasst eine mehrseitige Hofanlage aus dem 18. und 19. Jahrhundert. Die Gruppe hat die ID 45710018.

| Lage                                    | Bezeichnung              | Beschreibung | ID       | Bild |
| --------------------------------------- | ------------------------ | --- | -------- | ---- |
| Ubbingweg 2 52° 38′ 24″ N, 7° 50′ 13″ O | Wohn-/Wirtschaftsgebäude | 1739 wurde das Zweiständer-Hallenhaus unter einem Satteldach errichtet. Wohn- und Wirtschaftsgiebel kragen jeweils dreifach vor.         | 45710035 | BW   |
| Ubbingweg 2 52° 38′ 24″ N, 7° 50′ 15″ O | Scheune                  | Die Fachwerkscheune mit zwei Querdurchfahrten aus dem 19. Jahrhundert steht unter einem Satteldach. Beide Giebel kragen zweifach vor.    | 45710094 | BW   |
| Ubbingweg 2 52° 38′ 24″ N, 7° 50′ 15″ O | Stall                    | Der Fachwerkstall mit vier Querdurchfahrten und einem Zwerchgiebel unter einem Satteldach wurde um 1902 aus einem Wagenschauer umgebaut. | 45710117 | BW   |
| Ubbingweg 2 52° 38′ 24″ N, 7° 50′ 15″ O | Wagenschauer/Remise      | Der Wagenschauer in Fachwerkbauweise steht unter einem Pultdach.                                                                         | 45710140 | BW   |
| Ubbingweg 2 52° 38′ 24″ N, 7° 50′ 16″ O | Wagenschauer/Remise      | Der Wagenschauer in Fachwerkbauweise steht unter einem Pultdach.                                                                         | 45710161 | BW   |
| Ubbingweg 2 52° 38′ 23″ N, 7° 50′ 14″ O | Nebengebäude             | Der Fachwerkschuppen steht unter einem Pultdach.                                                                                         | 45710185 | BW   |
| Ubbingweg 2 52° 38′ 23″ N, 7° 50′ 15″ O | Nebengebäude             | Der Fachwerkschuppen steht unter einem Pultdach.                                                                                         | 45710212 | BW   |
| Ubbingweg 2 52° 38′ 23″ N, 7° 50′ 14″ O | Backhaus                 | Das anderthalbgeschossige Fachwerkgebäude wurde 1737 unter einem Satteldach errichtet. Ein Giebel kragt zweifach vor.                    | 45710070 | BW   |

### Gruppe: Hof Huflage
Die Gruppe „Hof Huflage“ umfasste die mehrseitige Hofanlage, die ab dem 17. Jahrhundert angelegt wurde. Die Gruppe hatte die ID 45702558. 1986 wurde die Gruppe auf das Wohn-/Wirtschaftsgebäude und den Speicher reduziert. Die übrigen Gebäude, die zwei Scheunen, Stall, Schuppen und Wagenschauer wurden nicht mehr im Denkmalverzeichnis geführt.

| Lage                                      | Bezeichnung              | Beschreibung | ID       | Bild |
| ----------------------------------------- | ------------------------ | --- | -------- | ---- |
| Orgelstraße 7 52° 38′ 57″ N, 7° 47′ 32″ O | Wohn-/Wirtschaftsgebäude | Das 1683 errichtete Zweiständer-Hallenhaus steht unter einem Satteldach und wurde 1921 umgebaut. Der Wirtschaftsgiebel kragt dreifach vor. | 45702606 | BW   |
| Orgelstraße 7 52° 38′ 58″ N, 7° 47′ 31″ O | Speicher                 | Der 1777 errichtete anderthalbgeschossige Fachwerkspeicher steht unter einem Satteldach.                                                   | 45702644 | BW   |

### Gruppe: Hof Dobbelmann
Die Gruppe „Hof Dobbelmann“ umfasste die mehrseitige Hofanlage. Die Gruppe hatte die ID 45707979. 1986 wurde die Gruppe auf das Wohn-/Wirtschaftsgebäude und das Backhaus reduziert. Die übrigen Gebäude, die Scheune von 1939, zwei Ställe (davon einer von 1818), zwei Schuppen und ein Wagenschauer wurden nicht mehr im Denkmalverzeichnis geführt. Das Backhaus wurde 2011 abgebrochen. Da nur noch das Wohn-/Wirtschaftsgebäude als Denkmal existiert, wurde die Gruppe baulicher Anlagen gestrichen.

| Lage                                           | Bezeichnung              | Beschreibung | ID       | Bild |
| ---------------------------------------------- | ------------------------ | --- | -------- | ---- |
| Renslager Straße 5 52° 38′ 39″ N, 7° 49′ 25″ O | Wohn-/Wirtschaftsgebäude | Das Zweiständer-Hallenhaus wurde 1818 (ggf. auch 1813) unter einem Satteldach errichtet. Der Wirtschaftsgiebel kragt vierfach vor.                                                                                           | 45708056 | BW   |
| Renslager Straße 5 52° 38′ 40″ N, 7° 49′ 22″ O | Backhaus                 | Das anderthalbgeschossige Fachwerkgebäude wurde im 17. Jahrhundert unter einem Satteldach errichtet. vor September 2011 wurde das Gebäude mit Genehmigung abgebrochen und nachfolgend aus dem Denkmalverzeichnis gestrichen. | 40536939 | BW   |

### Gruppe: Hof Wachhorst-Ellerkamp
Die Gruppe „Hof Wachhorst-Ellerkamp“ umfasste die mehrseitige Hofanlage. Die Gruppe hatte die ID 45702819. Von den Gebäuden, Wohn-/Wirtschaftsgebäude, Scheune, zwei Ställe, ein Verbindungsflügel und ein Wagenschauer, wurde lediglich das Wohn-/Wirtschaftsgebäude ab 2000 als Denkmal geführt. Für eine Gruppe baulicher Anlagen bestand damit kein Raum.

| Lage                                           | Bezeichnung              | Beschreibung | ID       | Bild |
| ---------------------------------------------- | ------------------------ | --- | -------- | ---- |
| Renslager Straße 4 52° 38′ 26″ N, 7° 48′ 51″ O | Wohn-/Wirtschaftsgebäude | Das Zweiständer-Hallenhaus wurde 1954 mit einem Zwerchhaus unter einem Satteldach neu errichtet, nachdem das Gebäude abgebrannt war. Der Wohngiebel kragt dreifach vor. | 45702847 | BW   |

### Einzeldenkmale
| Lage                                           | Bezeichnung              | Beschreibung | ID       | Bild |
| ---------------------------------------------- | ------------------------ | --- | -------- | ---- |
| Kanaldamm 3 52° 38′ 51″ N, 7° 49′ 26″ O        | Wohn-/Wirtschaftsgebäude | Das Zweiständer-Hallenhaus wurde aus den Hölzern eines Gebäudes von 1719 unter einem Satteldach als Heuerhaus für den Hof Dobbelmann errichtet. Der Wirtschaftsgiebel kragt dreifach, der Wohngiebel einfach vor. | 45700877 | BW   |
| Renslager Straße 6 52° 38′ 18″ N, 7° 48′ 59″ O | Wohn-/Wirtschaftsgebäude | Das frühere Vierständer-Hallenhaus wurde 1864 auf dem Hof Broking (oder Pesemann) errichtet und später im Wohnteil mit einem quergestellten Wohnteil umgebaut.                                                    | 45708183 | BW   |
| Renslager Straße 7 52° 38′ 20″ N, 7° 49′ 24″ O | Speicher                 | 1704 wurde der anderthalbgeschossige Fachwerkspeicher unter einem Satteldach errichtet. Ein Giebel kragt zweifach, der andere einfach vor.                                                                        | 45708379 | BW   |
| Renslager Straße 9 52° 38′ 18″ N, 7° 49′ 57″ O | Wohn-/Wirtschaftsgebäude | Das Zweiständer-Hallenhaus wurde schon im frühen 18. Jahrhundert unter einem Satteldach als Heuerhaus für den Hof Fehrlage errichtet und im 19. Jahrhundert umgebaut.                                             | 45701707 | BW   |

### Ehemalige Baudenkmale
| Lage                                         | Bezeichnung              | Beschreibung | ID       | Bild |
| -------------------------------------------- | ------------------------ | --- | -------- | ---- |
| Berger Straße 20 52° 39′ 4″ N, 7° 48′ 29″ O  | Wohn-/Wirtschaftsgebäude | Das Zweiständer-Hallenhaus wurde 1860 als Heuerhaus für den Hof Bodenmann (vormals Harker) errichtet. Wegen der Veränderungen wurde das Gebäude ab 1986 nicht mehr im Denkmalverzeichnis geführt. | 45710836 | BW   |
| Berger Straße 22 52° 38′ 52″ N, 7° 48′ 39″ O | Wohn-/Wirtschaftsgebäude | Das Zweiständer-Hallenhaus wurde im 19. Jahrhundert als Heuerhaus für den Hof Hagemann errichtet. Wegen der Veränderungen wurde das Gebäude ab 1986 nicht mehr im Denkmalverzeichnis geführt. | 45710806 | BW   |
| Berger Straße 26 52° 38′ 31″ N, 7° 48′ 20″ O | Hofanlage                | Die Hofanlage Nehrenhaus (vormals Willerding) besteht aus einem Wohn-/Wirtschaftsgebäude (vom Ende des 19. Jahrhunderts) mit Zwerchgiebel, einer Fachwerkscheune, zwei Ställen und einem Speicher oder Backhaus. Wegen der Veränderungen wurde das Gebäude ab 1982 nicht mehr im Denkmalverzeichnis geführt. | 46280819 | BW   |
| Buchhorst 3, 3a 52° 38′ 29″ N, 7° 49′ 59″ O  | Hofanlage                | Die Hofanlage Fehrlage besteht aus einem Wohn-/Wirtschaftsgebäude (von 1748, umgebaut 1836 und 1937), einer Fachwerkscheune (von 1834), zwei Ställen, einem Wagenschauer und einem Schuppen. Wegen der Veränderungen wurde das Gebäude ab 1986 nicht mehr im Denkmalverzeichnis geführt.                     | 45711027 | BW   |
| Im Törk 4 52° 38′ 39″ N, 7° 49′ 45″ O        | Wohn-/Wirtschaftsgebäude | Das Zweiständer-Hallenhaus wurde 1722 als Heuerhaus für den Hof Ellerlage errichtet. Der Wirtschaftsgiebel kragt einfach vor. Wegen der Veränderungen wurde das Gebäude ab 1986 nicht mehr im Denkmalverzeichnis geführt.                                                                                    | 45710775 | BW   |
| Orgelstraße 5 52° 38′ 59″ N, 7° 48′ 8″ O     | Wohn-/Wirtschaftsgebäude | Das Zweiständer-Hallenhaus wurde nach einer Inschrift 1708 als Heuerhaus für den Hof Nehrenhaus errichtet. Wegen der Veränderungen wurde das Gebäude ab 1986 nicht mehr im Denkmalverzeichnis geführt. | 45710859 | BW   |
| Renslager Straße 52° 38′ 17″ N, 7° 50′ 3″ O  | Schmiede                 | Das von Eichen umgebende Fachwerkgebäude („Alte Schmiede“) wurde um 1900 unter einem Satteldach errichtet. Wegen der Veränderungen wurde das Gebäude ab 1986 nicht mehr im Denkmalverzeichnis geführt. | 45710885 | BW   |

## Schandorf

### Gruppe: Hof Schrage
Die Gruppe „Hof Schrage“ umfasst eine geschlossene mehrseitige Hofanlage. Die Gruppe hat die ID 45642153.

| Lage                                    | Bezeichnung              | Beschreibung | ID       | Bild |
| --------------------------------------- | ------------------------ | --- | -------- | ---- |
| Sachsenweg 1 52° 40′ 31″ N, 7° 50′ 6″ O | Wohn-/Wirtschaftsgebäude | Das Zweiständer-Hallenhaus wurde 1792 unter einem Satteldach errichtet und 1935 umgebaut. Der Wirtschaftsgiebel kragt dreifach vor. | 45642200 | BW   |
| Sachsenweg 1 52° 40′ 32″ N, 7° 50′ 7″ O | Scheune                  | Die Fachwerkscheune mit zwei Querdurchfahrten wurde 1809 errichtet und 1887 verlängert. Der eine Giebel kragt dreifach vor.         | 45642200 | BW   |
| Sachsenweg 1 52° 40′ 31″ N, 7° 50′ 8″ O | Stall                    | Der Fachwerkstall mit Zwerchgiebel steht unter einem Satteldach.                                                                    | 45642270 | BW   |
| Sachsenweg 1 52° 40′ 31″ N, 7° 50′ 7″ O | Stall                    | Der massive Stall ist aus Bimsstein errichtet worden.                                                                               | 45642302 | BW   |
| Sachsenweg 1 52° 40′ 32″ N, 7° 50′ 8″ O | Wagenschauer/Remise      | Der Wagenschauer zeigt drei Quereinfahrten unter einem Satteldach. Ein Giebel kragt zweifach vor.                                   | 45642251 | BW   |

### Gruppe: Hof Berding
Die Gruppe „Hof Berding“ umfasst eine dreiseitige Hofanlage mit Eichenbestand. Die Gruppe hat die ID 40578428.

| Lage                                     | Bezeichnung              | Beschreibung | ID       | Bild |
| ---------------------------------------- | ------------------------ | --- | -------- | ---- |
| Sachsenweg 4 52° 40′ 25″ N, 7° 49′ 57″ O | Wohn-/Wirtschaftsgebäude | Das Haupthaus des Hofes wurde 1951 nach den Zerstörungen des Zweiten Weltkrieges wieder aufgebaut. Der Wirtschaftsgiebel ist noch im Fachwerk erhalten.                                                                         | 40578449 | BW   |
| Sachsenweg 4 52° 40′ 24″ N, 7° 49′ 59″ O | Scheune                  | Die Fachwerkscheune unter einem Satteldach wurde 1816 errichtet. | 40578703 | BW   |
| Sachsenweg 4 52° 40′ 25″ N, 7° 49′ 59″ O | Scheune                  | Die Fachwerkscheune unter einem Satteldach wurde 1779 errichtet. | 40578855 | BW   |
| Sachsenweg 4 52° 40′ 24″ N, 7° 49′ 57″ O | Stall                    | Der Stall aus Backstein diente zuletzt als Hühnerstall und wurde ab 2011 nicht mehr im Denkmalverzeichnis geführt. | 45642986 | BW   |
| Sachsenweg 4 52° 40′ 24″ N, 7° 50′ 0″ O  | Wagenschauer             | Der Wagenschauer mit drei Quereinfahrten in Fachwerkbauweise steht unter einem Pultdach und wurde ab 2011 nicht mehr im Denkmalverzeichnis geführt.                                                                             | 45642877 | BW   |
| Sachsenweg 5 52° 40′ 25″ N, 7° 49′ 58″ O | Backhaus                 | Das eingeschossige Fachwerkgebäude wurde im 19. Jahrhundert errichtet, der Backofen wurde entfernt und das Gebäude als Wohnhaus umgebaut. Wegen dieser Veränderungen wurde es ab 2011 nicht mehr im Denkmalverzeichnis geführt. | 45642897 | BW   |

### Einzeldenkmale
| Lage                                                   | Bezeichnung              | Beschreibung | ID       | Bild |
| ------------------------------------------------------ | ------------------------ | --- | -------- | ---- |
| Feldkamp 2 52° 40′ 46″ N, 7° 50′ 20″ O                 | Wohn-/Wirtschaftsgebäude | Das Zweiständer-Hallenhaus unter einem Satteldach wurde um 1780 als Heuerhaus für den Hof Brinker errichtet.                                                     | 45640100 | BW   |
| Kuhdamm 5 52° 40′ 46″ N, 7° 50′ 20″ O                  | Wohn-/Wirtschaftsgebäude | Das Doppelheuerhaus von 1809 für den Hof Eilmann besteht aus zwei Zweiständer-Hallenhäusern und wurde unter einem Satteldach errichtet. 1890 erfolgte ein Umbau. | 45640541 | BW   |
| Quakenbrücker Landstraße 4 52° 40′ 33″ N, 7° 50′ 32″ O | Wohn-/Wirtschaftsgebäude | Um 1890 wurde das Querdielenhaus als Heuerhaus für den Hof Mansthorst unter einem Satteldach errichtet.                                                          | 45642007 | BW   |
| Sachsenweg 2 52° 40′ 26″ N, 7° 50′ 1″ O                | Wohn-/Wirtschaftsgebäude | 1719 wurde das Zweiständer-Hallenhaus als Heuerhaus für den Hof Mansthorst unter einem Satteldach errichtet.                                                     | 45642363 | BW   |

### Ehemalige Baudenkmale
| Lage                                                  | Bezeichnung              | Beschreibung | ID       | Bild |
| ----------------------------------------------------- | ------------------------ | --- | -------- | ---- |
| Feldkamp 3 52° 40′ 53″ N, 7° 50′ 24″ O                | Wohn-/Wirtschaftsgebäude | 1655 wurde das Zweiständer-Hallenhaus unter einem Satteldach errichtet. Wegen der Veränderungen wurde das Gebäude ab 1982 nicht mehr im Denkmalverzeichnis geführt. | 46287567 | BW   |
| Kuhdamm 1 52° 40′ 35″ N, 7° 50′ 5″ O                  | Hofanlage                | Die Hofanlage Eilmann besteht aus einem Wohnhaus (von 1899) und einem Wirtschaftsgebäude sowie einer Fachwerkscheune, einem Stall (von 1852) und zwei Schuppen. Wegen der Veränderungen wurde die Hofanlage ab 1982 nicht mehr im Denkmalverzeichnis geführt.                                 | 46287104 | BW   |
| Quakenbrücker Landstraße 2 52° 40′ 31″ N, 7° 50′ 2″ O | Hofanlage                | Die Hofanlage Meschendorf besteht aus einem Wohn-/Wirtschaftsgebäude von 1922, einer Scheune, zwei Ställen, einem Wagenschauer und einem Backhaus. Wegen der Veränderungen wurde die Hofanlage ab 1986 nicht mehr im Denkmalverzeichnis geführt.                                              | 45663014 | BW   |
| Sachsenweg 3 52° 40′ 22″ N, 7° 50′ 2″ O               | Backhaus                 | Das 1782 errichtete eingeschossige Fachwerkgebäude steht unter einem Satteldach. Der Vordergiebel kragt einfach vor. Der Backofen wurde entfernt und das Gebäude heute als Hühnerstall genutzt. Wegen der Veränderungen wurde die Hofanlage ab 1982 nicht mehr im Denkmalverzeichnis geführt. | 46286710 | BW   |